# Ägyptische Chronologie
Die ägyptische Chronologie beschäftigt sich mit der zeitlichen Einordnung von Geschichtsdaten, Ereignissen und Entwicklungen der materiellen Kultur des alten Ägypten. Die Chronologie unterscheidet sich klar von der Kulturgeschichte, die eine bestimmte, eben kulturgeschichtliche, Perspektive auf die Gegenstände richtet. Somit steht die Gewinnung eines übergeordneten zeitlichen Ordnungsrahmens für eine Rekonstruktion der Geschichte im Vordergrund. Daneben hat sich als prinzipiell eigenständiger Wissenschaftszweig innerhalb der Chronologie „die Lehre vom Umgang der Menschen mit der Zeit“ herausgebildet. So hält etwa Thomas Schneider fest, dass eine exakte zeitliche Festlegung der Quellen für die Chronologie nicht möglich ist und somit „der Ertrag ägyptologischer Quellen für das Verständnis des Umgangs der Ägypter mit der Zeit größer ist als für eine absolute moderne Positionierung der Ägypter in dieser Zeit“.

## Unterscheidung zwischen absoluter und relativer Chronologie
Grundsätzlich wird zwischen relativer Chronologie und absoluter Chronologie unterschieden. Die relative Chronologie befasst sich mit der zeitlichen Abfolge und Dauer von geschichtlichen Vorgängen, Regierungen oder archäologischen Artefakten und Fundschichten (Stratigraphie). Sie beantwortet die Frage, ob ein Gegenstand älter oder jünger als ein anderer ist, beziehungsweise ob ein Ereignis vor oder nach einem anderen stattfand. Dementsprechend wird innerhalb der relativen Chronologie zwischen historischer Chronologie und archäologischer Chronologie unterschieden.
Die Alten Ägypter datierten vorwiegend nach den Regierungsjahren der jeweils herrschenden Könige und führten dazu auch Königslisten, die uns mehr oder weniger vollständig erhalten sind. Hinzu kommen Geschichtswerke von antiken Historikern. Insbesondere das Geschichtswerk des Manetho, das unter dem lateinischen Titel Aegyptiaca bekannt ist, ist (trotz aller Verfälschungen) eine wichtige Quelle für die historisch-relative Chronologie. Daraus lässt sich ein (relatives) Grundgerüst konstruieren mit der Königsabfolge und der Festlegung ihrer Regierungslängen (siehe Liste der Pharaonen).
Die archäologisch-relative Chronologie befasst sich mit der inneren Ordnung von Quellen als methodisches Instrumentarium. Dazu gehört insbesondere die Keramik-Seriation, aber auch die typologische Sequenz von Skarabäen oder die Stratigraphie von archäologischen Schichtfolgen und allgemein die Seriation verschiedenster Artefakte. Die Methode der Seriation wurde 1899 von Flinders Petrie erfunden. Er führte sie für die Naqada-Kultur ein, um eine relative Abfolge der Keramik anhand von dekorativen Charakteristika und Formen vorzunehmen. Durch das Studium der Keramik, anderen Artefakten, Umweltfaktoren und landwirtschaftlichen Veränderungen, kann die Basis für eine ganzheitliche Betrachtung der ägyptischen Geschichte geschaffen werden, in denen politische Entwicklungen im Kontext eines langen Prozesses des kulturellen Wandels gesehen werden. Allerdings fehlt bis heute eine umfassende Einteilung nach der Entwicklung der materiellen Kultur im dynastischen Ägypten.
Die absolute Chronologie versucht die Ereignisse auf unsere Zeitrechnung zu übertragen, das heißt mit konkreten Jahreszahlen zu versehen. Dafür spielen astronomische und naturwissenschaftliche Methoden eine wichtige Rolle. Die Sothis-Datierung versuchte den Frühaufgang (heliakischer Aufgang) des Sothis in absoluten Daten festzulegen. Der Frühaufgang des Sterns Sirius (griechisch Sothis) wurde zeitweise als Ankündigung für die bevorstehende Nilüberschwemmung verstanden und legte damit das Neujahr in relativ guter Übereinstimmung mit dem tropischen Jahr (Sonnenjahr) fest. Der Zeitpunkt dieses Aufgangs wandert jedoch über einen Zeitraum, der damals schon auf 1460 Jahre berechnet wurde, durch das Sonnenjahr. Außerdem führten die Ägypter einen „Verwaltungskalender“ ein, der mit exakt 365 Kalendertagen ohne Schalttag den Nachteil hatte, dass er sich alle vier Jahre vom tropischen Jahr um einen Tag verschob. Da man die ägyptischen Kalenderdaten in julianische (und gregorianische) umrechnen kann, ist es theoretisch möglich, festzustellen, in welchem Jahr der Sothisaufgang auf ein überliefertes Datum fiel. Allerdings müssen gewisse Unsicherheitsfaktoren berücksichtigt werden. Bis in die 1990er-Jahre bildete das Sothis-Datum aus al-Lahun auf dem Papyrus Berlin 10012 einen wichtigen Stützpfeiler für die absolute Chronologie des ägyptischen Mittleren Reiches. So glaubte etwa Jürgen von Beckerath noch 1997, dieses Datum bezogen auf unsere Zeitrechnung genau festlegen zu können und daraus gesicherte Daten zu erhalten. Seither hat sich die Situation stark verändert. Mit zunehmender Verfeinerung der 14C-Methode wurde eine Übereinstimmung mit den astronomischen Daten nur schwer herstellbar und hinzu kamen unüberbrückbare Schwierigkeiten mit der Synchronisation mit absoluten Daten aus anderen Kulturkreisen. Deshalb kommt auch für das Alte Ägypten zunehmend die 14C-Datierung (Radiokohlenstoffdatierung) zum Einsatz, ein Verfahren zur radiometrischen Datierung von kohlenstoffhaltigen, insbesondere organischen Materialien. Aber auch diese Methode bietet einen gewissen Raum für Unsicherheiten. Seit dem Jahr 2000 haben Forscher wie Georges Bonani und Bronk Ramsey versucht, aufgrund von 14C-Datierungen und statistischen Methoden eine neue Chronologie Ägyptens zu entwickeln.

## Historisch-relative Chronologie

### Annalen
Die Ägypter führten in den Archiven der Residenz und vermutlich auch in den größeren Tempeln Listen, auf denen sie die Namen der Pharaonen seit Beginn der ersten Dynastie mit ihren Regierungslängen aufzeichneten. Diese auf Papyrusrollen festgehaltenen Annalen sind verloren gegangen, doch sind gewisse Reste von Abschriften erhalten geblieben.

#### Annalenstein der 5. Dynastie

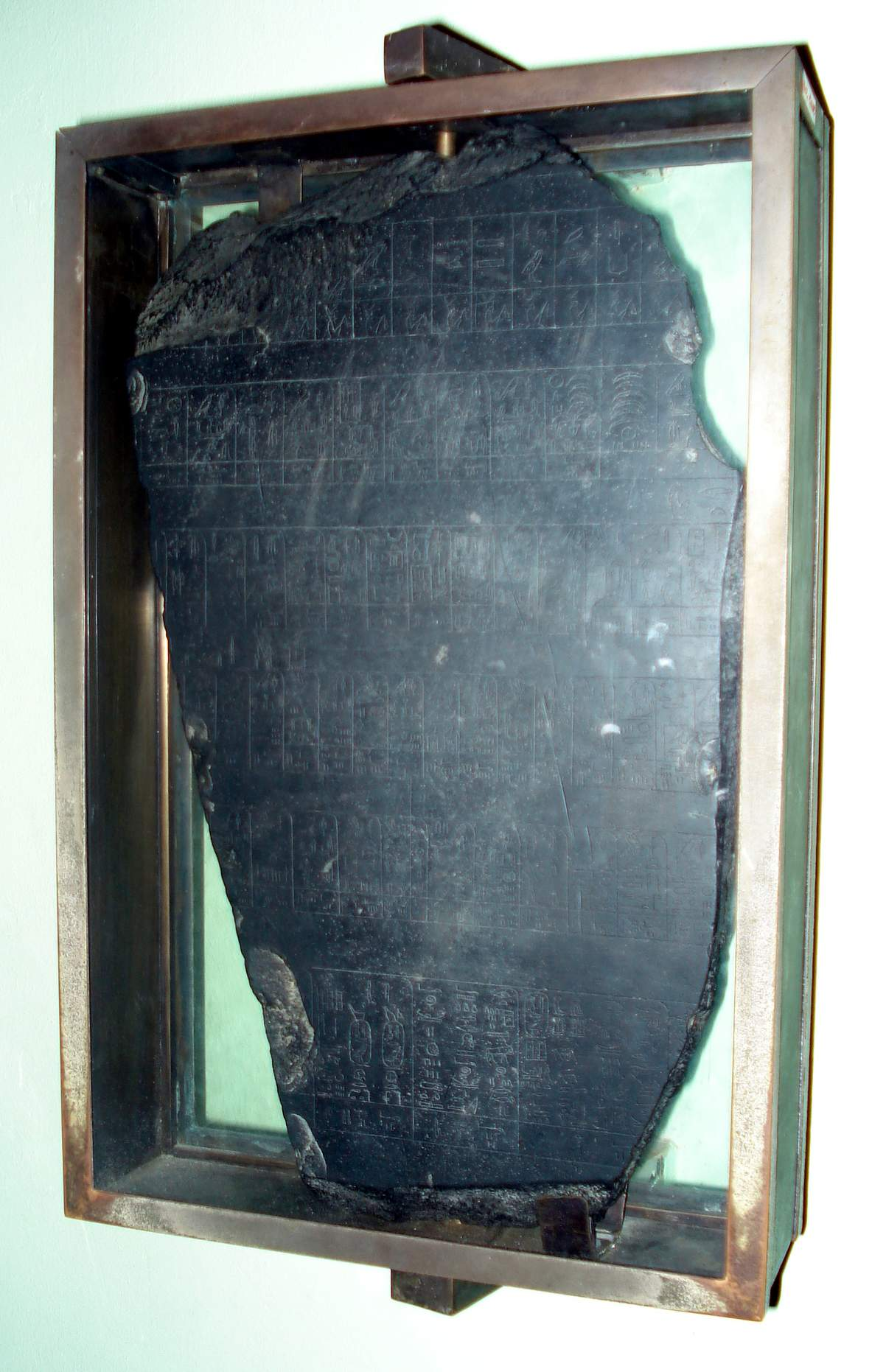
Der Palermostein

Insbesondere aus der ältesten Zeit sind die Reste einer Abschrift solcher Annalen erhalten geblieben. Dieser Annalenstein der 5. Dynastie stammte vermutlich aus Memphis, der Hauptstadt des Alten Reichs. Die beiden größten Bruchstücke heißen aufgrund ihrer heutigen Aufstellungsorte „Palermostein“ (P) und „Kairostein“ (C1/K1). Daneben werden nach Wolfgang Helck fünf kleinere Teile unter den Bezeichnungen P1 sowie „Kairo-Fragmente“ Nr. 2 bis 5 (C2–C5/K2–K5) geführt.

#### Der Turiner Königspapyrus
Weiter sind die Fragmente einer etwas nachlässigen Abschrift einer Königsliste aus den Archiven überliefert, die ein Beamter oder Priester zur Zeit Ramses II. auf die Rückseite einer Abgabenliste schrieb, der sogenannte Turiner Königspapyrus. Gewisse Fehler haben sich sicherlich auch durch das ständige Nachführen und wiederholte Abschreiben der Königslisten eingeschlichen. Der Papyrus wurde um 1820 in Luxor gefunden, von Bernardino Drovetti nach Europa gebracht und 1824 vom Ägyptischen Museum in Turin erworben. Auf dem Transport nach Turin war er in unzählige kleine Stücke zerfallen.
Bereits Jean-François Champollion, der erste Entzifferer der Hieroglyphen, erkannte, dass es sich um eine Königsliste handelte. Gustav Seyffarth versuchte als erster, wenn auch noch ohne Kenntnis der hieratischen Schrift, eine Anordnung der Fragmente anhand der Papyrusfasern, der Schriftform und der Farbe. Seither sind immer wieder kleinere Verbesserungsvorschläge in der Anordnung der Fragmente gemacht worden.
Wäre der Papyrus vollständig erhalten geblieben, enthielte er die chronologische Abfolge aller Könige von der 1. bis zur 17. Dynastie, mit ziemlich zuverlässigen Angaben ihrer Regierungslängen. Für Jürgen von Beckerath lässt sich aus den Resten erkennen, „dass die Ägypter bis zurück in die Frühzeit ihrer Geschichte über eine auf korrekten, nicht mythisch-phantastischen Zahlen aufbauende Überlieferung verfügten – ganz im Gegensatz zu den übrigen Völkern des Altertums.“ Zwar beginnt auch diese Überlieferung mit der Herrschaft von Göttern und mit Dynastien von „Geistern“, aber das betrifft nur die Zeit vor der ersten Dynastie, über die es keine schriftlichen Aufzeichnungen mehr gab.

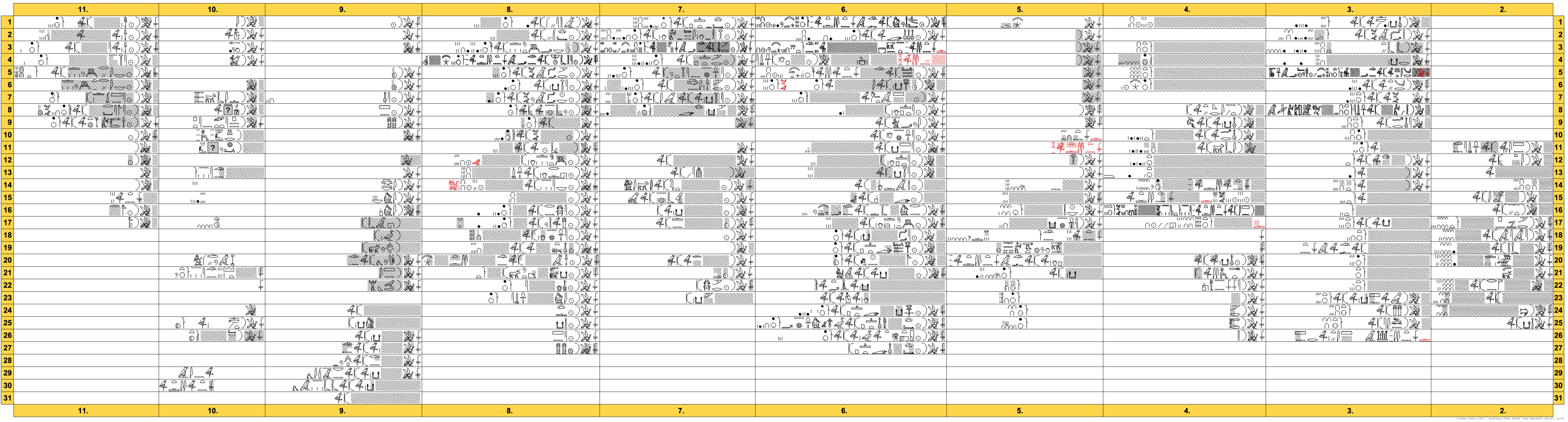
Transkription des Turiner Königspapyrus in Hieroglyphen

#### Königliche Ahnentafeln

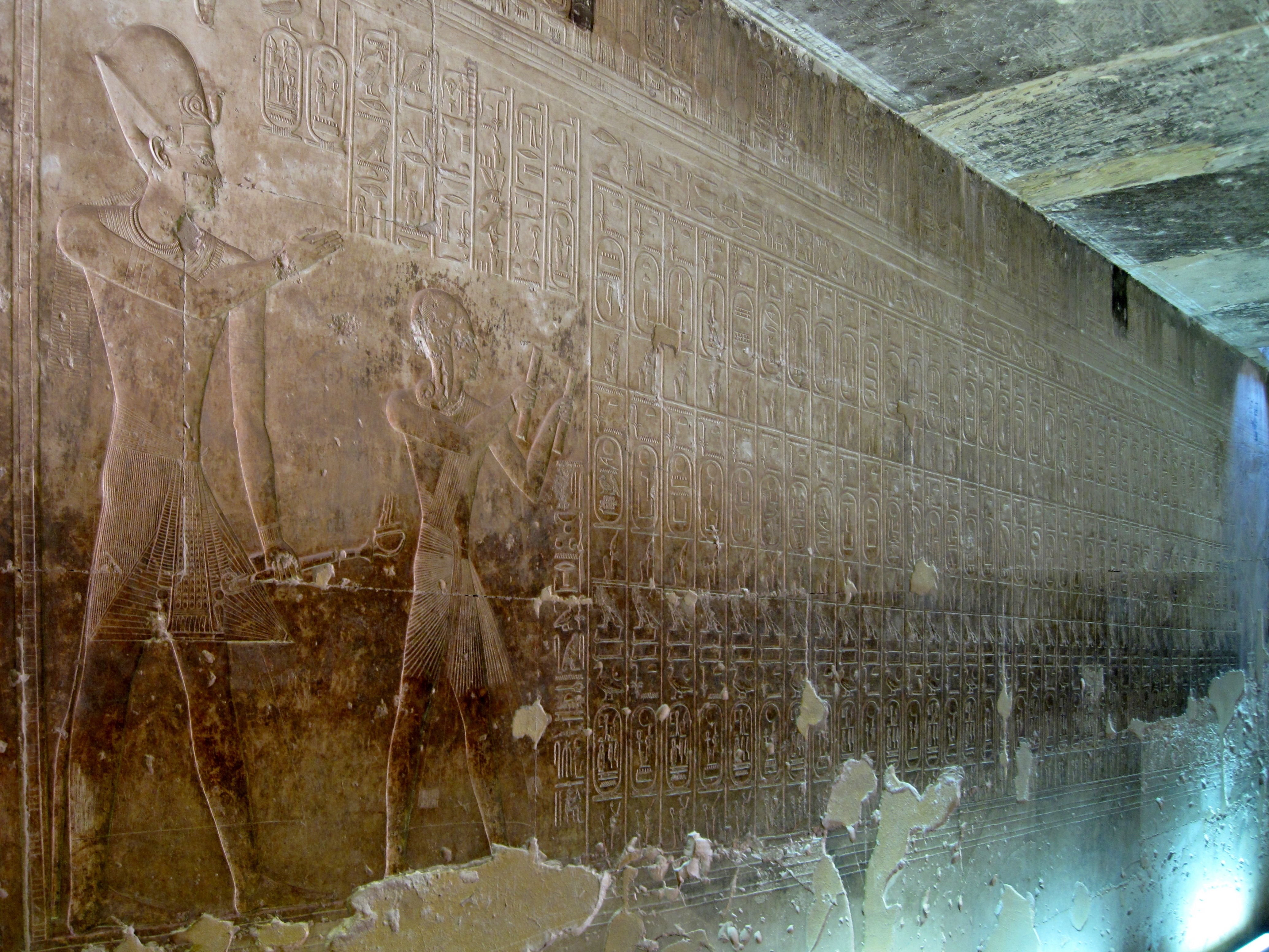
Die Königsliste des Sethos I. von Abydos

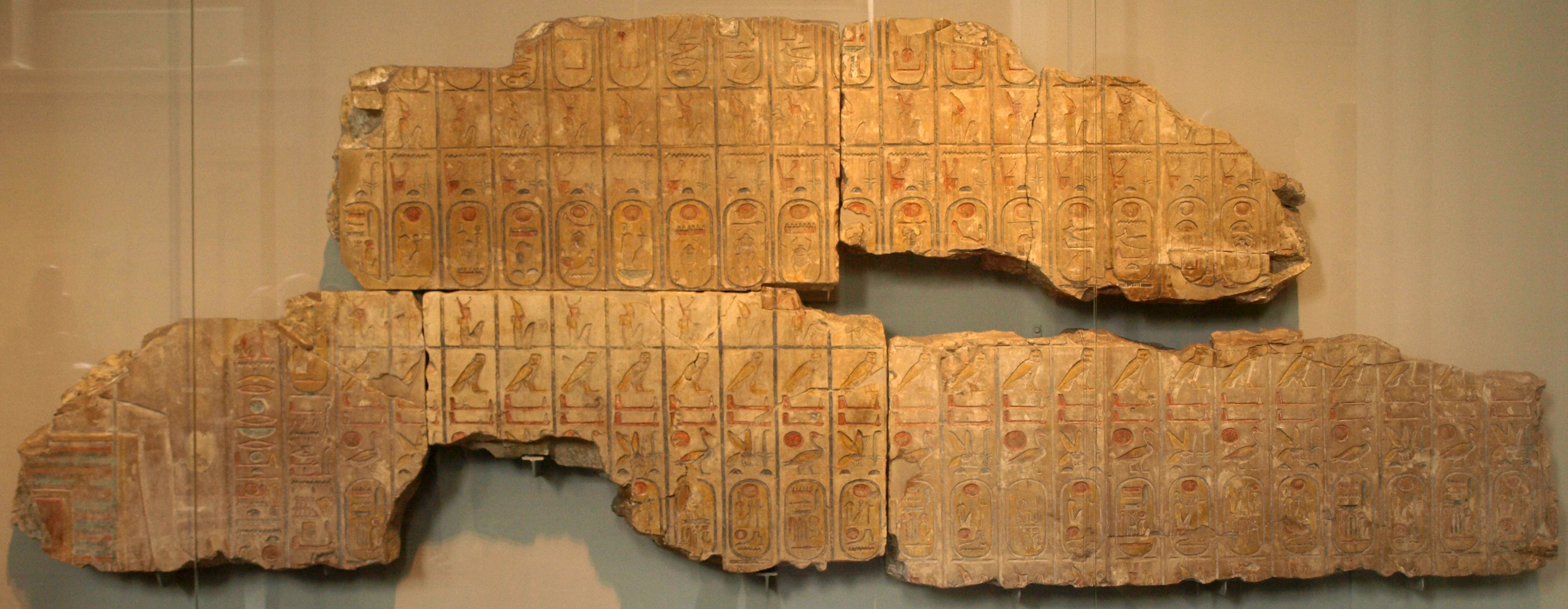
Die Königsliste von Ramses II. aus Abydos, heute im British Museum

Die Königslisten der Archive dienten auch als Vorlage von königlichen Ahnentafeln, die im Neuen Reich an den Wänden von Tempeln angebracht wurden. Der Zweck dieser Liste war, die Vorgänger des regierenden Königs an seinen Opfern teilnehmen zu lassen. Dabei wurden möglichst alle legitimen Herrscher seit König Menes aufgelistet, da sie nach dem Königsdogma eine direkte Ahnenlinie bildeten.
Insgesamt gibt es vier königliche Ahnentafeln:
- Die älteste ist die Königsliste von Karnak aus der Zeit des Thutmosis III. Auf ihr steht der Pharao opfernd vor insgesamt 61 sitzend abgebildeten Königen. Diese Darstellung gibt nur eine anscheinend willkürliche und nicht chronologisch geordnete Auswahl von Herrschern. Sie hat nur dadurch einige Bedeutung, dass sie auch in Theben anerkannte Herrscher der 1. und 2. Zwischenzeit führt, die in anderen Listen fehlen.[9]
- Sehr gut erhalten ist die Königsliste im Tempel des Sethos I. in Abydos. Sie nennt 76 Könige, beginnend bei Menes. Es fehlen lediglich die Herrscher der Zwischenzeiten und einige später als nicht rechtmäßig angesehene Herrscher.[10]
- Ebenfalls in Abydos befindet sich die zerstörte Liste des Ramses II. Teile davon befinden sich heute im Britischen Museum. Sie ist im Grunde eine Abschrift der Liste des Sethos.
- Im Grab des memphitischen Priesters Tjuneroy in Sakkara entdeckte man eine weitere Königsliste. Sie ist wohl eine Abschrift einer Annalentafel, die sich im Ptah-Tempel in Memphis befunden haben muss. Beginnend mit Ramses II. endet sie rückwärts Mitte der 1. Dynastie. Aus Platzgründen fehlen die ersten Könige.

### Antike Historiker und Gelehrte

#### Das Geschichtswerk des Manetho

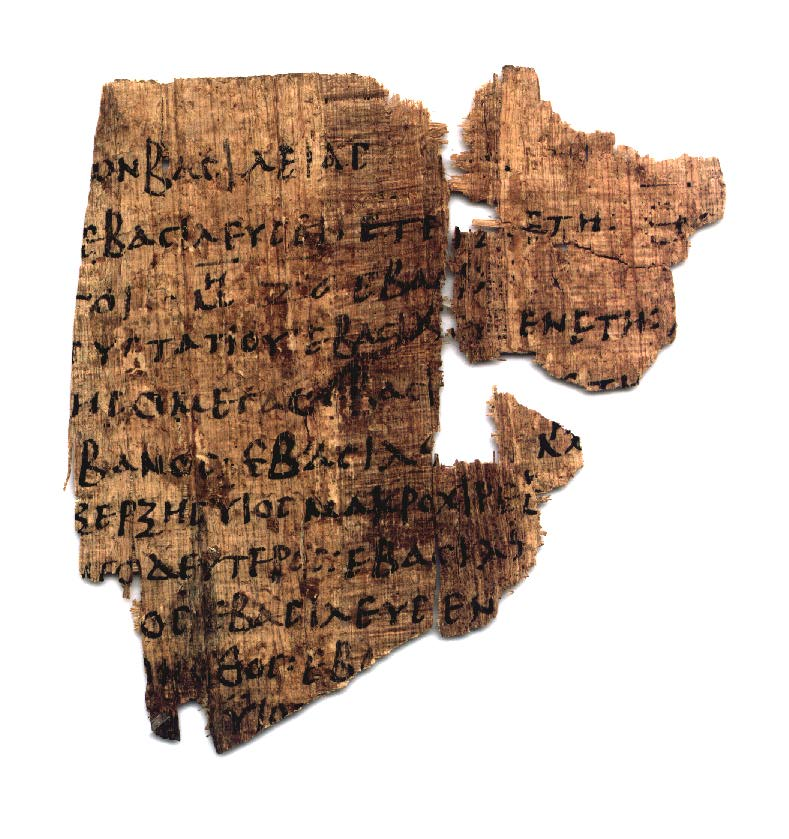
Papyrus Baden 4.59, Verso (fünftes Jahrhundert n. Chr.): Vermutete Teilabschrift der Epitome, basierend auf den Aegyptiaca des Manetho

Eine wichtige Quelle für die Chronologie ist, trotz aller Verfälschungen, das Geschichtswerk des Manetho, das unter dem lateinischen Titel Aegyptiaca bekannt ist. Manetho war wohl ein Priester aus Sebennytos in Unterägypten, der wahrscheinlich unter den Pharaonen Ptolemaios I., Ptolemaios II. und Ptolemaios III. lebte. Georgios Synkellos setzte Manethos Wirken gleichzeitig oder etwas später als Berossos in die Regierungszeit von Ptolemaios II. (285–246 v. Chr.), unter welchem er die Aegyptiaca verfasst haben soll. Manethos Motive dürften einerseits in der ptolemäischen Unkenntnis der altägyptischen Sprache und andererseits im Widerlegen von Herodots Berichten über die altägyptische Geschichte begründet sein.
Die Eckdaten, die das Grundgerüst der ägyptischen Chronologie bilden, stammen aus Schriften, die zwischen dem 1. und 4. Jahrhundert n. Chr. geschrieben wurden und den ägyptischen Priester Manetho zitieren. Dies sind:
- Flavius Josephus (Antiquitates Judaicae [Die jüdischen Altertümer] und Contra Apionem),
- Sextus Iulius Africanus (Chronologien) und
- Eusebius von Caesarea (Chronikon).

Die beiden letztgenannten Autoren dienten wiederum als Vorlage für die Weltgeschichte von Georg dem Mönch (Syncellus).
Aufgrund der vielfach verschriebenen, veränderten und verstümmelten Fragmente, die vom ursprünglichen Werk Manethos zeugen, lassen sich nur mit großer Vorsicht Schlüsse für die Datierung der ägyptischen Geschichte ziehen. Die Königsnamen sind zum Teil so stark abgeändert (z. B. in der 15. Dynastie), dass sie sich nur noch schwer zuordnen lassen. Dennoch lässt sich das Werk zur Ergänzung der bestehenden Listen heranziehen, insbesondere für die Zeit nach dem Neuen Reich, für die es keine altägyptischen Listen gibt.

#### Griechische Historiker

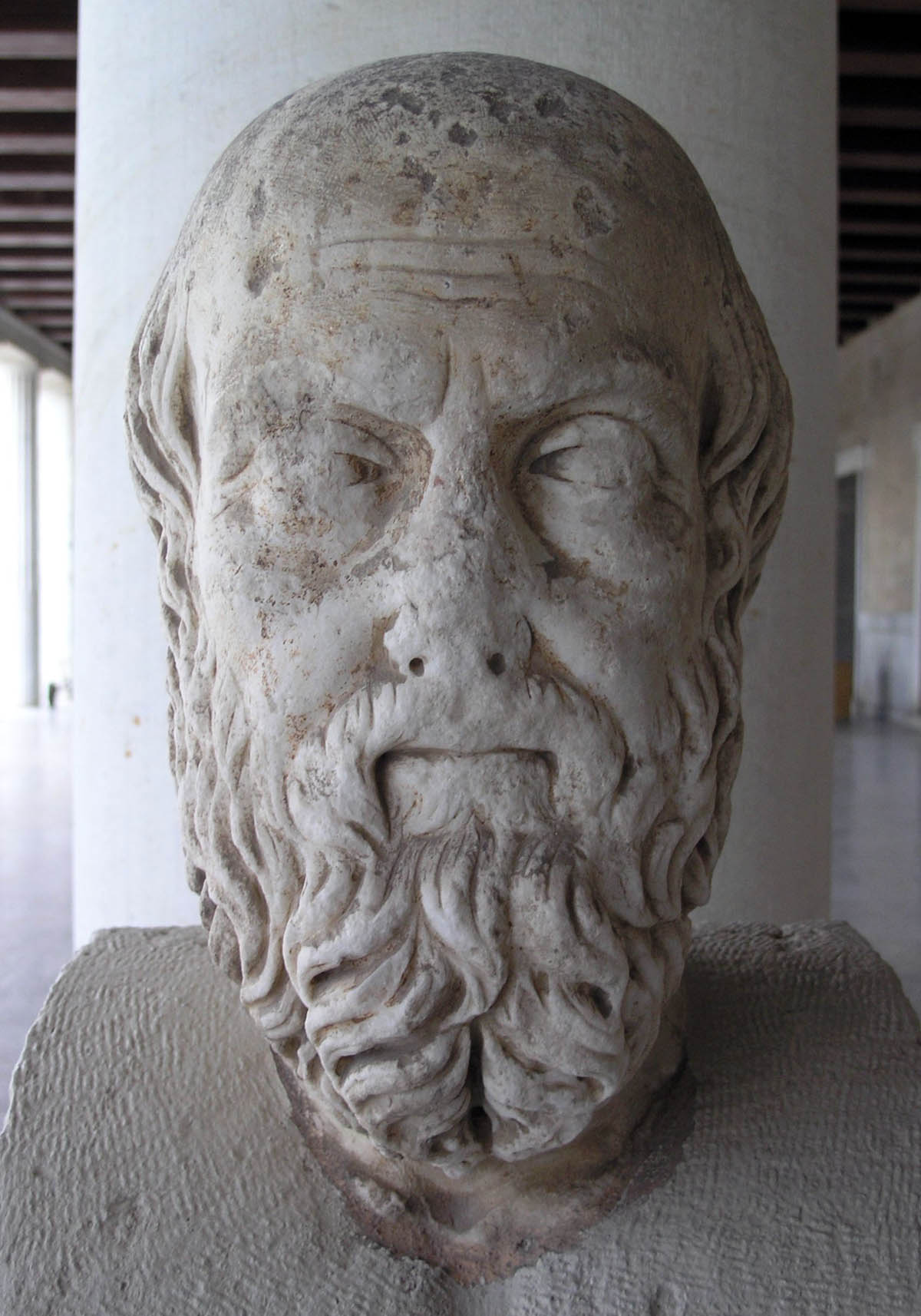
Büste des Herodot, der als „Vater der Geschichtsschreibung“ (lat. pater historiae) gilt

Am Anfang der noch überlieferten Geschichtsschreibung stehen Hekataios von Milet (560–490 v. Chr.) und Herodot von Halikarnass (ca. 484–425 v. Chr.). Als viel gereiste Männer beschreiben sie die Länder und Völker der ihnen bekannten Welt. Herodot bereiste Ägypten zur Zeit der Perserherrschaft um 450 v. Chr. und schildert seine Eindrücke darüber im zweiten Buch seiner Historien. Zuerst beschreibt er Topographie, Sitten und Gebräuche und danach eine Darstellung der Geschichte des Landes. Bei der Beschreibung der noch nicht so lange zurückliegenden 26. Dynastie ist er verhältnismäßig genau, grundsätzlich ist es Herodot aber kaum auf eine genaue chronologische Ordnung der Herrscherfolge angekommen, vielmehr ging es darum, interessante Begebenheiten zu erzählen, die er der volkstümlichen sagenhaften Literatur entnahm. So schiebt er etwa die Erbauer der Pyramiden von Giza (Cheops, Chephren und Mykerinos) zwischen Ramses III. und die Spätzeit. Trotzdem stützten sich die späteren griechischen Autoren hauptsächlich auf Herodots Darstellung der Geschichte und ignorierten das zuverlässigere Werk Manethos.
Noch vor der Eroberung Ägyptens durch die Perser 525 v. Chr. hatte offenbar Hekataios Ägypten besucht, sein Werk ist aber bis auf Fragmente verloren.
Als erster Chronograph und Begründer der wissenschaftlichen Chronographie gilt Eratosthenes. Dieser leitete im Auftrag der ägyptischen Könige aus der Dynastie der Ptolemäer rund ein halbes Jahrhundert lang die Bibliothek von Alexandria, die bedeutendste Bibliothek der Antike. Sein Interesse richtete sich aber anscheinend mehr auf das Sammeln kulturhistorisch interessanter Nachrichten als auf die Bestimmung einer absoluten Chronologie. Daher ist seine Rolle auf diesem Gebiet nicht so herausragend, wie in der älteren Forschung öfters angenommen wurde. Unter anderem soll er in königlichem Auftrag eine Liste der ägyptischen Herrscher von Theben aus dem Ägyptischen ins Griechische übersetzt haben. Eine solche Liste ist erhalten, kann aber in der vorliegenden Fassung nicht von ihm stammen. Inwieweit sie Material enthält, das auf ihn zurückgeht, ist unklar.

#### Der Almagest des Claudius Ptolemäus

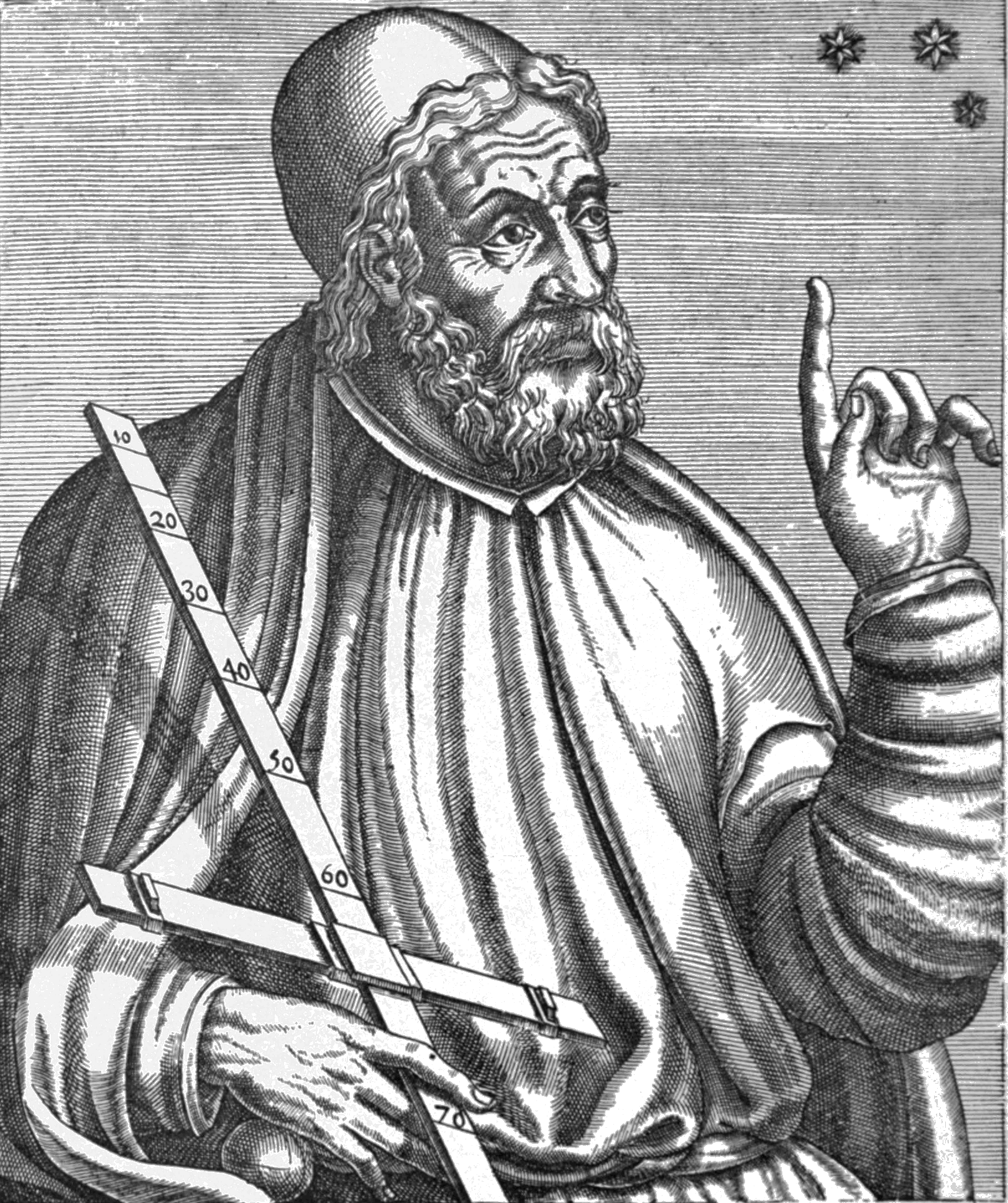
Neuzeitliches Idealporträt des Claudius Ptolemäus, der für seine astronomischen Aufzeichnungen einen Herrscher-Kanon anlegte

Almagest nennt man eines der Hauptwerke der antiken Astronomie, das auf den hellenistisch-griechischen Gelehrten Claudius Ptolemäus zurückgeht. Dieses Lehrbuch, das er um die Mitte des 2. Jahrhunderts mit dem ursprünglichen Titel Mathematike Syntaxis (dt. „Mathematische Zusammenstellung“), erstellte, umfasste die kompetenteste Darstellung des astronomischen Systems der Griechen. Spätere Abschriften des hoch angesehenen Werkes trugen den Titel Megiste Syntaxis („Größte Zusammenstellung“), was als al-madschisti in die arabischen Übersetzungen übernommen wurde und von dort als Almagest in den heutigen Sprachgebrauch überging. Im Gegensatz zu anderen Werken jener Zeit ist der Text des Almagest vollständig überliefert.
Für die Datierung der aufgezeichneten Himmelserscheinungen legte Claudius Ptolemäus einen Kanon der Herrscherjahre der ägyptischen Spätzeit an, der damit für die zeitliche Bestimmung der 27.–31. ägyptischen Dynastie von Bedeutung ist. Für die Zeit vor Alexander dem Großen nutzte Ptolemäus die Aufzeichnungen der babylonischen Priester, danach jene der alexandrinischen Gelehrten. Die chronologischen Angaben bezüglich astronomischer Aufzeichnungen rechnete Ptolemäus auf den ägyptischen Wandeljahrkalender um. Um Mehrdeutigkeiten zu vermeiden, nennt er für nächtliche Ereignisse den ausgehenden und beginnenden altägyptischen Tag. Aufgrund jener präziser Angaben sind die jeweiligen Vorkommnisse im julianischen Kalender exakt datierbar.
Neben der Bedeutung für die ägyptische Chronologie ist der Kanon des Ptolemäus auch für die Chronologie Babyloniens und Assyriens wertvoll, da durch ihn die Regierungen der letzten Herrscher der beiden Länder festgelegt sind und damit der Anschluss ihrer Königslisten an die absolut datierte hellenistische Zeit erreicht wird.

## Absolute Chronologie

### Astronomische Datierung

#### Sothisdatierung
Als Verkörperung des Sterns Sirius kündigte die Göttin Sothis im Alten Ägypten mit ihrem Frühaufgang (heliakischer Aufgang) die bevorstehende Nilüberschwemmung an. Dieses Ereignis war ein wichtiger Signalgeber für die Landwirtschaft, denn mit der Nilflut begann die für den Anbau und die Aussaat wichtige Bewässerung und Versorgung mit dem Nilschlamm. Damit verbunden war auch das Neujahrsfest (Sothis-Fest). Neben diesem natürlichen Kalender führten die Ägypter auch einen Verwaltungskalender ein, der als Wandeljahrkalender jedoch den Nachteil hatte, dass er keinen Schalttag hatte und damit vom Sonnenjahr alle vier Jahre um einen Tag abwich. Damit „wanderte“ der Kalender im weiteren Verlauf durch die Jahreszeiten. Durch die jeweilige zeitliche Abweichung des Wandeljahres vom Sonnenjahr lässt sich die Dauer des Zeitraums errechnen, nach welchem sich der Wandeljahrkalender wieder mit den tatsächlichen Jahreszeiten deckt. Auf das Alte Ägypten bezogen handelt es sich um den Sothis-Zyklus, den Zeitraum, den Sirius mit seinem heliakischen Aufgang benötigt, um einmal den ägyptischen 365-Tages-Kalender zu durchlaufen.
Da man die ägyptischen Kalenderdaten in julianische umrechnen kann, ist es theoretisch möglich festzustellen, in welchem Jahr der Sothisaufgang auf ein überliefertes Datum fiel. Allerdings kann man die Daten der Sothisaufgänge nicht durch einfaches Zurückrechnen ermitteln, sondern muss Faktoren wie die Präzession der Erdachse und die Eigenbewegung des Sirius berücksichtigen. Man muss sich also astronomischer Berechnungen bedienen; sonst erhält man Daten, an denen der Sothisaufgang gar nicht gesehen werden konnte.
Daneben muss man verschiedene Faktoren berücksichtigen, die zu einer gewissen Unsicherheit der berechneten Daten führen:
- Der Sehungsbogen des Sirius: Damit der Stern Sirius bei seinem heliakischen Aufgang am Horizont sichtbar ist, muss der Abstand zur noch unter dem Horizont befindlichen Sonne groß genug sein, damit er nicht von dem Streulicht der Sonne überstrahlt wird. Diesen Minimalabstand für die Sichtbarkeit des Sterns im heliakischen Aufgang zwischen Stern und Sonne wird Sehungsbogen genannt. Die Größe des Sehungsbogens hängt von gewissen veränderlichen Faktoren ab, wie atmosphärische Bedingungen (z. B. zunehmende Licht- und Luftverschmutzung). Der Astronom Bradley Schaefer berechnete unter vollem Einsatz der modernen Astronomie einen Sehungsbogen von etwa 11°,[18] gibt für den Sothiszyklus aber immer noch eine mögliche Abweichung von ±20 Jahren an.[19]
- Beobachtungsort: Das Rechenergebnis hängt von der geographischen Breite des Beobachtungsorts ab. Gerade für Ägypten ist die Kenntnis des Beobachtungsorts sehr wichtig, da es sich von Norden nach Süden über mehr als sieben Breitengrade erstreckt, denn jede Abweichung um einen Breitengrad verändert das Ergebnis um vier Jahre früher oder später.[20]
- Tetraëteris: Da sich der heliakische Aufgang der Sothis alle vier Jahre um einen Tag gegenüber dem Verwaltungskalender verschiebt, fällt dieser somit vier Jahre lang auf den gleichen Tag im Verwaltungskalender. Damit sind für die Datierung von vornherein vier aufeinanderfolgende Jahre (Tetraëteris) möglich.[21]

Das wichtigste Sothisdatum für die absolute Datierung des Mittleren Reiches überliefert der Papyrus Berlin 10012 aus al-Lahun. Der Papyrus besteht aus den beiden Fragmenten 10012A VS und 10012B, die von Ludwig Borchardt in al-Lahun 1899 erworben und anschließend erstmals veröffentlicht wurden. Zwischenzeitliche Untersuchungen konnten den Papyrus dem König Sesostris III. zuordnen. Der Papyrus liefert das älteste und wertvollste Sothisdatum. Die Textstelle lautet: Wisse, dass das Herauskommen der Sothis geschehen wird am 16. VIII. Mögest du [benachrichtigen] die Stundenpriester des Tempels des Ortes Sechem-Senwosret (Lahun), des Anubis auf seinem Berg und des Suchos. Das weitere Fragment liefert das Jahr 7 eines nicht genannten Königs, bei dem allgemein Sesostris III. angenommen wird, es sich theoretisch aber auch um Amenemhet III. handeln könnte. Für den Beobachtungsort wird weitestgehend von der Höhe von Memphis ausgegangen, das nur wenig von Lahun abweicht. Rolf Krauss und Erik Hornung hingegen sind von Elephantine ausgegangen, in der Annahme, dass es sich bei diesem Ort um den Nullpunkt Ägyptens handelte (ähnlich dem heutigen Greenwich). Diese Annahme führte zu einer Senkung der chronologischen Ansätze, da der Frühaufgang in Elephantine sechs Tage früher als in Memphis beobachtet werden kann und entsprechend das berechnete Datum 24 Jahre später als in Memphis ausfällt. Die Wahl von Elephantine erfolgte jedoch nicht auf Grund textlicher Hinweise, sondern entsprang als Konsequenz der Notwendigkeit, „das Sothisdatum mit einer tiefen Chronologie zu vereinbaren.“
Bis in die 1990er-Jahre bildete das Sothis-Datum aus al-Lahun einen wichtigen Stützpfeiler für die absolute Chronologie des ägyptischen Mittleren Reiches. So glaubte etwa Jürgen von Beckerath noch 1997, dieses Datum bezogen auf unsere Zeitrechnung genau festlegen zu können und daraus gesicherte Daten zu erhalten. Anderen Methoden dagegen, wie etwa der C14-Datierung billigte er nur geringen Wert zu. Seither hat sich die Situation stark verändert. Mit zunehmender Verfeinerung der C14-Methode wurde eine Korrelation mit den astronomischen Daten nur schwer herstellbar und hinzu kamen unüberbrückbare Schwierigkeiten mit der Synchronisation mit absoluten Daten aus anderen Kulturkreisen. Dementsprechend wurde der Wert astronomischer Daten immer mehr in Frage gestellt. Innerhalb der Methode der Sothis-Datierung sahen sich Ägyptologen nun mit unüberwindbaren astronomischen Schwierigkeiten konfrontiert, insbesondere was die Bestimmung der Sichtungsbedingungen für das Ereignis angeht. Daneben gab es keine Einigkeit bei der Festlegung eines Bezugspunkts für die Beobachtung der astronomischen Phänomene.
Rolf Krauss gab die Sothis-Datierung als primäre Datierungsmethode auf und sieht für sie nur noch in Zusammenhang mit der Mond-Datierung eine gewisse Relevanz. Auch Thomas Schneider schloss sich diesem Urteil an: „Das Sothisdatum aus Illahun entfällt als absoluter Fixpunkt für die Chronologie des Mittleren Reiches und kann allenfalls im Sinne einer groben Positionierung – mit Illahun als Bezugspunkt, ca. 1890–60 für das 7. Jahr Sesostris III. – verwendet werden.“

#### Monddatierung
Zur Festlegung religiöser Feste führten die Ägypter einen Mondkalender. Im Gegensatz zum Sonnenjahr oder bürgerlichen Jahr ergibt die Summe der zwölf Mondmonate nur 354 Tage. Dabei sind einige Doppeldatierungen überliefert, insbesondere aus al-Lahun sind neben der Angabe des heliakischen Aufgangs von Sirius auch Einträge von Festdaten in Verbindung von Mondmonatseinträgen aus Tempeltagebüchern erhalten geblieben. Im Gegensatz zu den anderen altorientalischen Ländern begann der Mondmonat nicht kurze Zeit nach Neumond mit dem Neulicht, sondern mit dem ersten Tag der Nichtsichtung des Mondes in der Morgendämmerung. Der zweite Tag des neuen Monats war derjenige mit der ersten Sichtbarkeit der Mondsichel. Daraus ergeben sich bereits gewisse Unsicherheiten: Beobachtungen von Altmond und Neumond sind ungenau. Es ist nicht klar, ob die Ägypter zur Vorhersage einen schematischen Kalender benutzten und ob es bei der Beobachtung gewisse Einschränkungen gab (z. B. Dunst, Wolken oder Sehbehinderung).
Dieselbe Mondphase wiederholt sich nach 25 ägyptischen Jahren (= 309 Mondmonaten). Jedes Jahrhundert bietet somit mehrere Treffer für ein bestimmtes Monddatum. Ein passendes Monddatum ist also statistisch weniger relevant als ein Sothis-Datum. Dieser Umstand der Wiederholung der Mondphasen bewog die Forschung weitestgehend dazu, Monddaten nur komplementär zu den Sothis-Daten zu verwenden.
Rolf Krauss berechnete 1985 die Übereinstimmung der Monddaten für drei von ihm festgelegten Intervallen für das Sothis-Datum. Der Ansatz 1818/17 v. Chr. ergab nach seinen Berechnungen die beste Übereinstimmung. Er unterwarf die Ergebnisse einem statistischen Signifikanztest und Überlegungen zur Zyklizität der Mondphasen. Um eine bessere Übereinstimmung zu erhalten, korrigierte er danach diejenigen Daten, bei denen um mindestens einen Tag fehlerhaft bestimmte Monddaten vorliegen: „Nach erfolgter Korrektur stimmen 18 von 20 Daten zur Berechnung.“ Damit sieht er eine niedrige Chronologie und Elephantine als Bezugsort für das Sothis-Datum als erwiesen an.
Ulrich Luft hat in einem ersten Schritt alle relevanten Quellenangaben aus al-Lahun publiziert. Als Nächstes ermittelte er den Abstand von allen Mondfesten zum 1. Mondmonatstag (Neumond), so dass alle Festdaten auf den Neumond bezogen werden können. In seinem Daten-Katalog unterscheidet er zudem die Signifikanz der einzelnen Daten. Vier Daten stuft er als „grundlegend“ ein, 15 als „sicher“, 14 als „wahrscheinlich“ und neun als „eben noch benutzbar“. Luft erhält bei der höheren Chronologie (Jahr 7 = –1865) 25 Übereinstimmungen von Beobachtung und Berechnung und 14 Abweichungen um einen Tag, während die niedrige Chronologie mit Elephantine als Bezugsort vergleichsweise nur 5 Treffer liefert, das korrekte Monddatum dagegen 24-mal um einen und 10-mal um zwei Tage verfehlt wird.
L. E. Rose unterzog die Ansätze von Krauss und Luft einer kritischen Evaluation und stellte zahlreiche Berechnungsfehler fest. So kam er bei beiden Ansätzen zu einem negativen Urteil. Trotzdem hielten die Ergebnisse Lufts der Überprüfung besser stand als jene von Krauss.
Um die Schwierigkeiten zu vermeiden, die sich aus den jüngeren Diskussionen um das Sothis-Datum aus al-Lahun ergaben, versuchte Rolf Krauss in einem neuen Ansatz eine ägyptische Chronologie zu etablieren, die auf den Monddaten basiert, ohne Bezug zu den traditionellen Sirius-Daten. Damit hat er das Sothis-Datum als Stütze der absoluten Chronologie aufgegeben. Den früheren Signifikanztest ersetzte er durch eine Berechnung der Probabilität der Monddaten. Auch dieser Ansatz wurde allerdings stark kritisiert. So ist etwa seine Trefferquote nur durch seine vorgenommenen Korrekturen der Daten möglich. Schneider dagegen kommt zum Ergebnis, dass der Ansatz mit einer Wahrscheinlichkeit von 9:1 nicht korrekt ist. Demnach sind auch die Monddaten nur im Sinne einer groben Eingrenzung verwertbar.

### Die C14-Methode
Die 14C-Datierung (Radiokohlenstoffdatierung) ist ein Verfahren zur radiometrischen Datierung von kohlenstoffhaltigen, insbesondere organischen Materialien. Das Verfahren beruht darauf, dass in abgestorbenen Organismen die Menge an gebundenen radioaktiven 14C-Atomen gemäß dem Zerfallsgesetz abnimmt. Mit zunehmender Verfeinerung findet die Methode auch Anwendung für Zeitbestimmungen in der ägyptischen Chronologie. Dennoch bietet auch diese Methode einen gewissen Raum für Unsicherheiten. Um verwertbare Ergebnisse zu erzielen, ist eine gute Auswahl an Proben (möglichst kurzlebige Proben aus verlässlichem und gut bestimmten archäologischen Kontext), die richtige Vorbehandlung (Vermeidung von Kontamination) und eine sorgfältige und präzise Messung im Labor erforderlich.
Wie bei jeder physikalischen Messung teilt sich der Messfehler auf in einen statistischen Fehler und einen systematischen Fehler. Zum statistischen Fehler trägt zum Beispiel bei der Zählrohrmethode die statistische Natur des radioaktiven Zerfalls bei. Als Maß für die Messgenauigkeit wird meist der einfache Standardfehler des Messwertes angegeben, welcher sich aus der Standardabweichung errechnet. Grob gesprochen bedeutet dies, dass bei sehr häufig wiederholter Messung derselben Probe etwa zwei von drei Ergebnissen innerhalb dieser Spanne, des Konfidenzintervalls, liegen werden und eines außerhalb. Per Definition wird eine 68 % Wahrscheinlichkeit angegeben, für die die Probe innerhalb des gemessenen Intervalls in der Normalverteilung liegt. Daneben wird ein Intervall mit 95-prozentiger Wahrscheinlichkeit angegeben, in dem die Probe liegt. Dieses weist jedoch eine doppelt so hohe Bandbreite auf, in dem das gesuchte Datum liegt (z. B. eine Bandbreite von 60 Jahren statt 30 Jahren bei einer 68-prozentigen Standardabweichung).
Dieser Fehler, der vom Labor in der leicht lesbaren Form ±n Jahre angegeben wird, beschreibt also tatsächlich nur die Unsicherheit in der Bestimmung des Isotopenverhältnisses. Für die Unsicherheit der Altersbestimmung müssen zusätzliche Fehlerquellen berücksichtigt werden. Insbesondere sind dies:
- Alle Verfälschungen bei der Reinigung und Aufbereitung der Probe (eher vernachlässigbar)
- Alle Verfälschungen von der Entstehung der Probe bis zum Fund heute: Die 14C-Methode misst den Todeszeitpunkt eines Organismus, der nicht notwendigerweise auch der Zeitpunkt ist, bei dem eine archäologische Schicht abgelagert wurde. Wurde also in einem prähistorischen Haus ein alter Balken wiederverwendet, wird die Datierung dieses Balkens zwar den Balken selbst richtig datieren, aber nicht den Baubeginn des Hauses.
- Alle Abweichungen im Kohlenstoffalter der Probe vom Alter der zu bestimmenden Schicht.
- Alle rein statistischen Schwankungen zwischen scheinbar gleichen Proben aus demselben Fundkontext.
- Alle Abweichungen der 14C-Konzentration des Probenmaterials zur Lebenszeit von der Umgebungsluft.

Die 14C-Daten liefern tendenziell für die Frühdynastische Periode und das Alte Reich Ergebnisse, die älter sind als die historisch-archäologischen Altersangaben:

„Für die Zeit zwischen (konventionell) 3000 und 2250 v. Chr. liefert die 14C-Datierung Alter, die um mehrere Jahrhunderte über den historisch archäologischen Altern liegen. Derselbe Trend jedoch mit geringeren Diskrepanzen von 100 bis maximal 150 Jahren ergibt sich für die Zeit zwischen (konventionell) 1600 und 1400 v. Chr. Für die Zeit um (konventionell) 1200 v. Chr. scheint keine Diskrepanz nachweisbar, obwohl einige Messungen in Richtung höherer, andere in Richtung niedrigerer 14C-Alter weisen. Für die anschließende Zeit und insbesondere für die Zeit um (konventionell) 1000 bis 900 v. Chr. deuten sich 14C-Alter an, die um 60 bis 100 Jahre geringer sein könnten als die historisch-archäologischen Alter. Allerdings sind definitive Aussagen aufgrund der vergleichsweise hohen Fehlermarge nur schwer möglich.“

Als Konsequenz fordern Naturwissenschaftler eine Korrektur der konventionellen Chronologie der frühen Perioden zu höheren Werten. Dabei weisen sie auf methodische Unsicherheiten der historisch-archäologischen Datierung hin, obwohl der Fehler potentiell auch auf Seiten der 14C-Datierung liegen kann. Bisher widersetzen sich die meisten Archäologen, die historisch-archäologischen Daten zugunsten der 14C-Daten zu ersetzen.
Bisher haben Forscher versucht, aufgrund von 211 14C-Datierungen eine neue Chronologie Ägyptens zu entwickeln. Bei den Proben handelte es sich um kurzlebige Materialien von Körben, Textilien, Pflanzen, Körnern und Früchten aus den Beständen von europäischen und amerikanischen Museen, die sich eindeutig dem Regierungsjahr eines Pharaos oder dem Gründungsjahr eines Tempels zuordnen ließen. Als weiteres benutzten sie eine statistische Methode, um Muster in den Radiokarbon- und historischen Daten auszumachen und so die wahrscheinlichsten Beziehungen zwischen beiden zu finden. Bronk Ramsey und andere entwickelten drei getrennte, mehrphasige Modelle für jede der Haupt-Epochen (Altes Reich, Mittleres Reich und Neues Reich) um eine präzise C14-Chronologie zu erhalten. Die modellierten C14-Resultate haben für das Alte Reich eine durchschnittliche kalendarische Genauigkeit von 76 Jahren und stimmen gut mit der historischen Chronologie von Ian Shaw überein. Die Ergebnisse für das Mittlere Reich haben eine durchschnittliche kalendarische Genauigkeit von 53 Jahren. Die Ergebnisse für das Neue Reich, basierend auf 128 C14-Daten mit einer durchschnittlichen Genauigkeit von 24 Jahren, unterstützen jedoch nicht die jüngere (niedrige) historische Chronologie, stimmen aber gut mit jener Chronologie überein, die das Neue Reich um 1550 v. Chr. ansetzt. Das Modell bevorzugt einen noch etwas älteren Beginn des Neuen Reiches bei etwa 1560 v. Chr.
Durch Anwendung der Radiokarbonmethode neu ermittelte Daten führen Forscher nunmehr zu der Ansicht, dass die Chronologie der Prädynastik bis einschließlich der 1. Dynastie der Frühdynastischen Periode präzisiert und hinsichtlich der Zeitlinie auch korrigiert werden sollte.

### Synchronismen
Bei Synchronismen handelt es sich um geschichtlich dokumentierte Verbindungen zu gleichzeitigen Daten anderer Kulturen. Da wo die ägyptischen Quellen wegen ihrer Lücken nicht ausreichen und Synchronismen mit sicherer datierbaren Ereignissen bestehen, können sie eine chronologische Stütze bieten.

#### Antikes Griechenland
Für die ägyptische Chronologie brauchbare Daten aus dem antiken Griechenland gibt es erst aus relativ später Zeit, davor sind die ägyptischen Daten sicherer und dienen eher als Stütze für die Chronologie im ägäischen Bereich. Für die spätere Zeit der 27. bis 31. Dynastie liefern griechische Schriftsteller verwertbare Datierungen für das Alte Ägypten:
- Herodot berichtet in seinen Historien, dass es vier Jahre nach der Schlacht bei Marathon, die 490 v. Chr. stattfand, einen Aufstand gegen die persische Herrschaft in Ägypten (27. Dynastie) gegeben hat.[46]
- Die Regierungszeit von Inaros II. setzten die griechischen Historiker während der persischen Herrschaft auf etwa 460 v. Chr. an. Demnach war Inaros der Sohn Psammetichs IV. und Gegenkönig des Artaxerxes I. Er stieß 463/2 v. Chr. von der Festung Marea ins Nildelta vor und schlug den Satrapen Achaimenes bei Papremis. 460 v. Chr. brachte er die Ägypter dazu, einen Aufstand gegen die Perser zu beginnen und beherrschte, abgesehen von Memphis, ganz Unterägypten. Als Unterstützung gewann er 459 v. Chr. die Athener. Der Aufstand brach erst im Frühjahr 454 zusammen. Er dürfte kurz nach der Ermordung des Xerxes I. (Aug. 465) ausgebrochen sein.[47]
- Euagoras I., ein König des antiken Stadtstaates Salamis auf Zypern, führte einen zehnjährigen Krieg mit dem Perserreich (von 390 bis 380 v. Chr.). Dabei ging er ein Bündnis mit Athen und Nepherites I. von Ägypten ein. Sein Nachfolger Hakor setzte dieses Bündnis fort.[48][49]
- 383 konnte Hakor einen Vorstoss der Perser abwehren.[50]
- 373 konnte Nektanebos I. ebenfalls einen Perser-Angriff abwehren.[51]
- Ein Jahr nach den Satrapenaufständen gegen Artaxerxes II. im Jahr 360 v. Chr. unternahm der ägyptische Pharao Tachos in seinem 46. Regierungsjahr selbst einen Feldzug nach Asien.[52]
- Die Rückeroberung Ägyptens durch Artaxerxes III., womit die 30. Dynastie endet, lässt sich auf den Winter 343/42 festlegen.[53]
- Nachdem Alexander der Große Tyros im August 332 v. Chr. eingenommen hatte, marschierte er etwa drei Monate später in Ägypten ein, jedoch sicher nach dem 14. 11., dem ägyptischen Neujahrstag. Die Gründung der Stadt Alexandria datiert ins Jahr 331.[54]

#### Assyrisches Reich

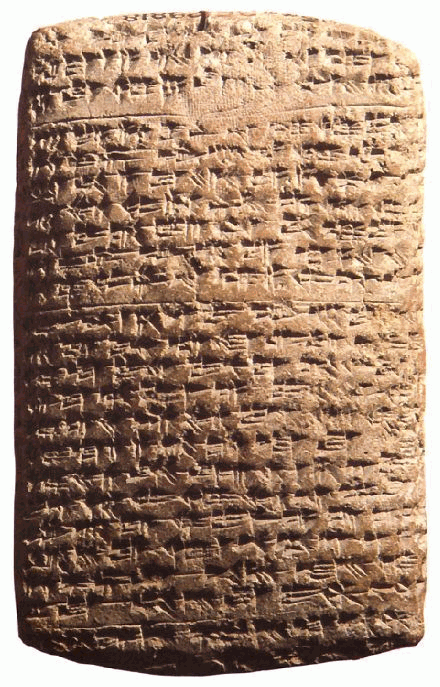
Einer der Amarna-Briefe, Tontafeln in akkadischer Keilschrift des Palastarchives des Pharao Echnaton, die u. a. von assyrischen Kontakten zeugen.

Das assyrische Reich existierte etwa 1000 Jahre, vom 18. Jahrhundert v. Chr. bis zu seiner Vernichtung um 609 v. Chr. Die assyrische Königsliste (AKL) führt die Namen der assyrischen Könige von den Anfängen bis 722 auf. Zwischen 722 und 911 kann die AKL mit der Eponymenliste abgeglichen werden, die zwischen 649 und 911 komplett vorliegt. Für die ältere Zeit gibt es wenig Berührungspunkte mit Ägypten, erst am Ende des 8. und im 7. Jh. gab es unmittelbare Verbindungen und es kam sogar zu einer vorübergehenden Besatzung Ägyptens durch die Assyrer. Assyrisch-babylonische Synchronismen legen zudem die babylonische Chronologie fest, die wiederum wichtige Synchronismen mit Ägypten aufweist und deren Ausgang sich anhand des Almagest des Claudius Ptolemäus zeitlich festlegen lässt.
- Für die älteren Assyrerkönige ist lediglich (in den Amarna-Briefen Nummer 15 und 16) belegt, dass Aššur-uballit I. bald nach seiner Thronbesteigung an den Pharao Echnaton schrieb. Darin wird auch die Korrespondenz des Aššur-nadin-ahhe II. mit Amenophis III. erwähnt.[56]
- In den Annalen des Šarrum-ken II. von 712 wird berichtet, dass Ägypten nun zu Nubien gehört: Damit ist sicher, dass die Eroberung Unterägyptens durch den nubischen (kuschitischen) Pharao Schabako, das Ende des Bokchoris (24. Dynastie) und der Anfang der 25. Dynastie, im Jahr 712 oder kurz zuvor stattgefunden haben muss.[57]
- Im Februar 673 v. Chr. unternahm Asarhaddon einen ersten Angriff auf Ägypten, der von Taharqa zurückgeschlagen wurde.[58]
- Im Jahre 671 v. Chr. belagerte Asarhaddon erst Tyros, dessen König Baal zu Taharqa übergelaufen ist, und führt dann am 16./29. Juni[59] und 1. Juli[60] drei siegreiche offene Feldschlachten gegen das ägyptische Heer. Nach der dritten Schlacht wird am 5. Juli[61] Memphis eingenommen.
- Nachdem Asarhaddon abgezogen war, ergriff Taharqa wieder die Macht. Asarhaddon zog 669 v. Chr. erneut gegen Ägypten, starb aber unterwegs. 667/666 v. Chr. schlägt der Nachfolger von Asarhaddon Assurbanipal das ägyptische Heer und unterwirft Ägypten bis nach Theben.

## Archäologisch-relative Chronologie

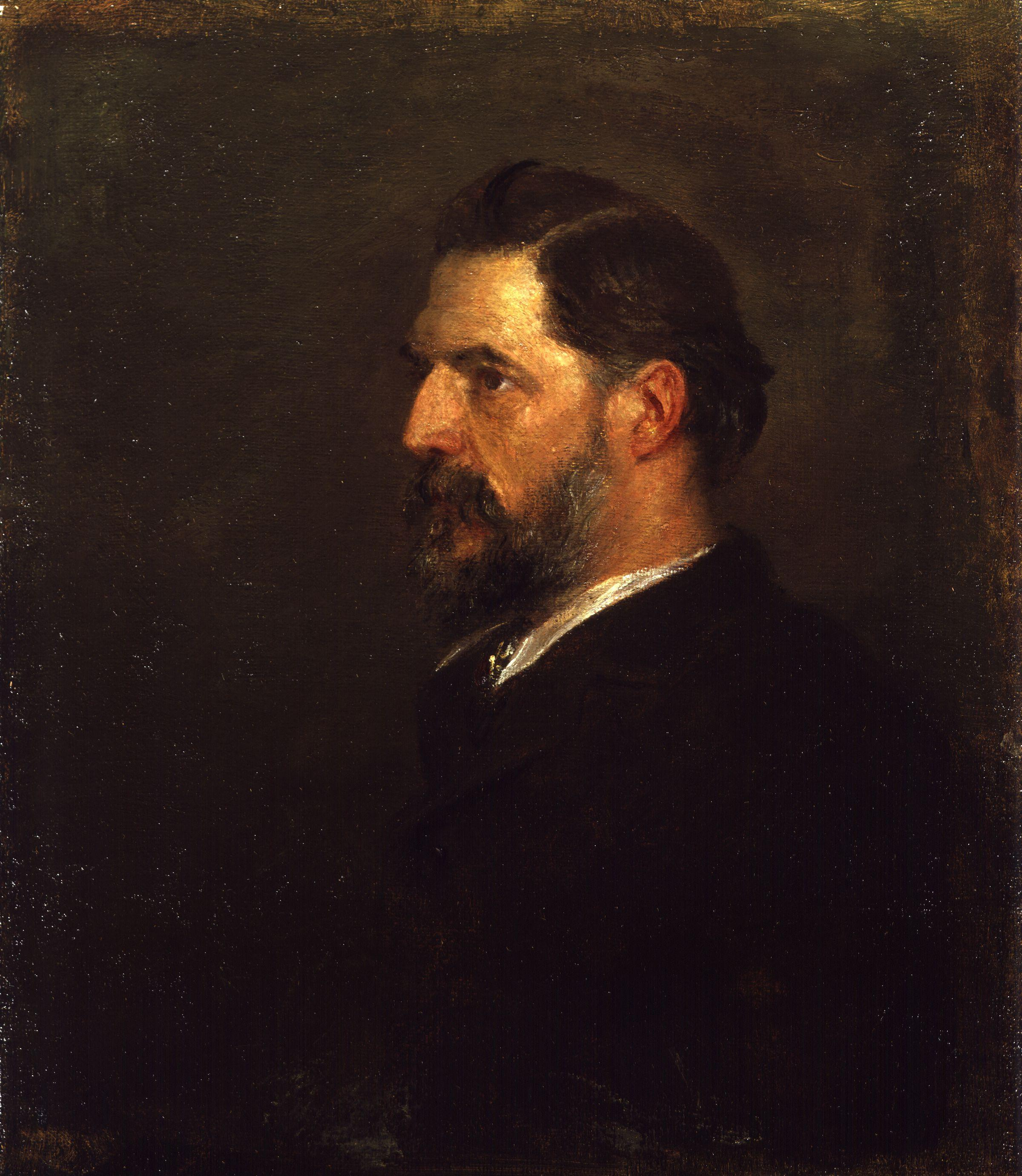
William Matthew Flinders Petrie, der die Methode der Keramik-Seriation erfand.

Die archäologisch-relative Chronologie befasst sich mit der inneren Ordnung von Quellen als methodisches Instrumentarium. Dazu gehört insbesondere die Keramik-Seriation, aber auch die typologische Sequenz von Skarabäen oder die Stratigraphie von archäologischen Schichtfolgen und allgemein die Seriation verschiedenster Artefakte.
Die Methode der Seriation wurde 1899 von Flinders Petrie erfunden. Im späten 20. Jahrhundert gab es eine enorme Zunahme an Studien zur ägyptischen Keramik, sowohl in Bezug auf die Menge der Scherben, die analysiert werden (aus einer Vielzahl verschiedener Ausgrabungsstätten) als auch in der Auswahl an wissenschaftlichen Techniken, die seither zum Einsatz kommen, um mehr Informationen aus der Keramik zu gewinnen. So begann man die Veränderungen der Gefäßtypen im Laufe der Zeit immer genauer einzuordnen. Beispielsweise unterlag die Form der Brotbackformen am Ende des Alten Reiches einem starken Wandel. Es ist aber noch nicht ganz klar, ob diese Prozesse soziale, wirtschaftliche und technologische Ursachen haben, oder ob sie bloß eine „Modeerscheinung“ sind. So gesehen gab es viele Gründe für die Veränderungen in der materiellen Kultur und nur einige können mit den politischen Veränderungen, die die konventionellen Ansichten der ägyptischen Geschichte dominieren, verknüpft werden.
Trotzdem lassen sich beispielsweise Verbindungen zwischen dem politischen und kulturellen Wandel und einer zentralisierten Produktion von Keramik im Alten Reich und dem Wiederaufleben von lokalen Töpferei-Arten während der politisch dezentralisierten Ersten Zwischenzeit ausmachen, und eine erneute Vereinheitlichung während der wiedervereinigten 12. Dynastie. Durch das Studium der Keramik, anderen Artefakten, Umweltfaktoren und landwirtschaftlichen Veränderungen, kann die Basis für eine ganzheitliche Betrachtung der ägyptischen Geschichte geschaffen werden, in denen politische Entwicklungen im Kontext eines langen Prozesses des kulturellen Wandels gesehen werden.

### Keramikdatierung am Beispiel der Naqada-Kultur

#### Petries „Sequence Dating“

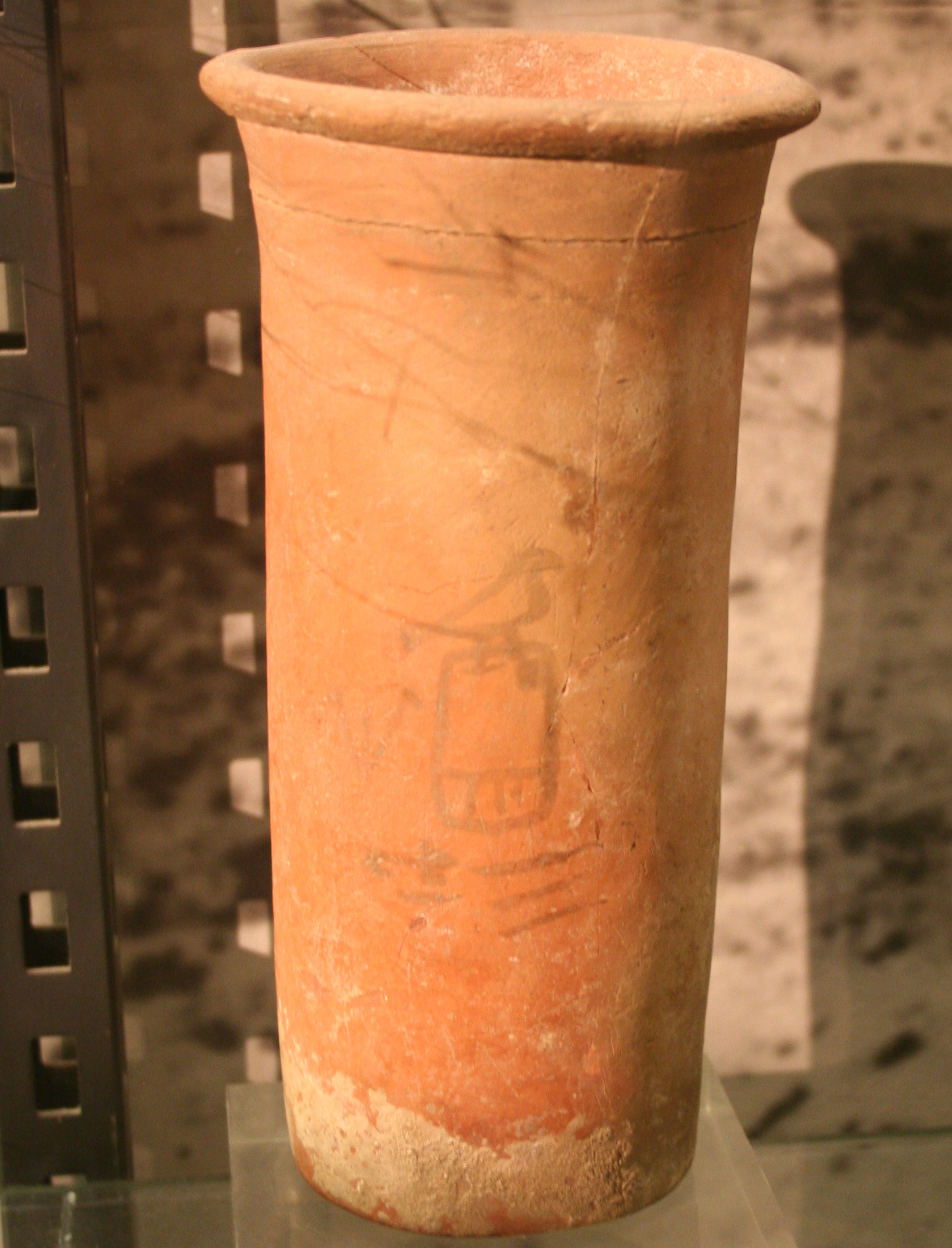
Zylindrisches Gefäß mit Dekorationsband; Ende der Wavy-Handled-Typologie; Naqada-IIIC1-Zeit; 1. Dynastie; König Hor Aha.

W. M. Flinders Petrie war der erste, der den Versuch einer Keramik-Seriation (sein sogenanntes „Sequence Dating“) anhand der Keramik der Naqada-Kultur vornahm. Die erste Studie zur relativen Chronologie der Naqada-Kultur publizierte er im Jahr 1899. Sein erster „predynastic“ Korpus basiert auf den Grabbeigaben der Friedhöfe von Naqada, Ballas und Diospolis Parva. Ursprünglich unterschied er neun Klassen und über 700 Keramik-Typen. Für die Einteilung wählte er 900 intakte Gräber mit fünf oder mehr Typen aus den über 4000 ausgegrabenen Gräbern aus. Dazu legte er Karteikarten an und versuchte diese zu ordnen. Er machte zwei wesentliche Beobachtungen:
- „White Cross-lined“ Keramik[Anmerkung 1] einerseits und „Decorated“[Anmerkung 2] und „Wavy Handled“ Keramik[Anmerkung 3]
- Die Entwicklung der Form der „Wavy-Handled“ Typen reicht von kugelförmig bis zylindrisch und von funktionalen Henkeln zu dekorativen Linien

Nachdem Petrie alle Karteikarten geordnet hatte, unterteilte er sie in 50 Gruppen, von denen jede 18 Gräber enthielt. Als Startpunkt definierte er SD 30, um so Platz für mögliche frühere Kulturen zu lassen, die noch nicht entdeckt waren. Die 50 „Sequence Dates“ unterteilte er weiter in drei Gruppen, die er als archäologisch, kulturell und chronologisch unterschiedlich einstufte und benannte sie nach wichtigen Fundorten: Amratian (SD 30-37), Gerzean (SD 38–60) und Semainean (SD 60–75).
Einen zweiten Korpus für die „protodynastic“ Keramik legte Petrie vor allem anhand der Funde im Friedhof von Tarchan an. Hier unterschied er 885 Typen, aber keine Klassen, was ihn schwierig zum Gebrauchen macht. Dieser überlappt teilweise mit dem „predynastic“ Korpus. Er startet mit SD 76 und geht bis SD 86, wobei SD 83-86 auf Grund des Mangels an Material aus der 2. Dynastie ziemlich theoretisch bleiben. Dieses Mal basierte der Übergang zu neuen „Sequence Dates“ hauptsächlich auf typologischen Brüchen, die Petrie auf Grund der Entwicklung der Wavy-Handled-Typen definierte. Er verband die „Sequence Dates“ auch mit den historisch datierten Keramik-Typen und anderen Objekten in den Königsgräbern der frühen Dynastien in Abydos.
Bei Petries Einteilung ergaben sich einige methodische Probleme:
- Es gibt keine Unterscheidung zwischen Typologie und Chronologie.
- Die Klassen sehr hetherogen definiert.
- Die Definitionen sind nicht an strikte Regeln gebunden.
- Es wurden nur Gräber mit fünf oder mehr Objekten herangezogen, wodurch gerade die frühen Perioden unterrepräsentiert sind.
- Regionale Unterschiede wurden nicht beachtet.
- Die horizontale Verteilung der Keramik innerhalb eines Friedhofes wurde als weiteres Kriterium nicht beachtet.
- Ein systematisches Problem der „Sequence Dates“ ist, dass wenn neue Gräber hinzugefügt werden, neue Typen definiert werden müssen.

Typologie der Wavy Handled Keramik nach Petrie
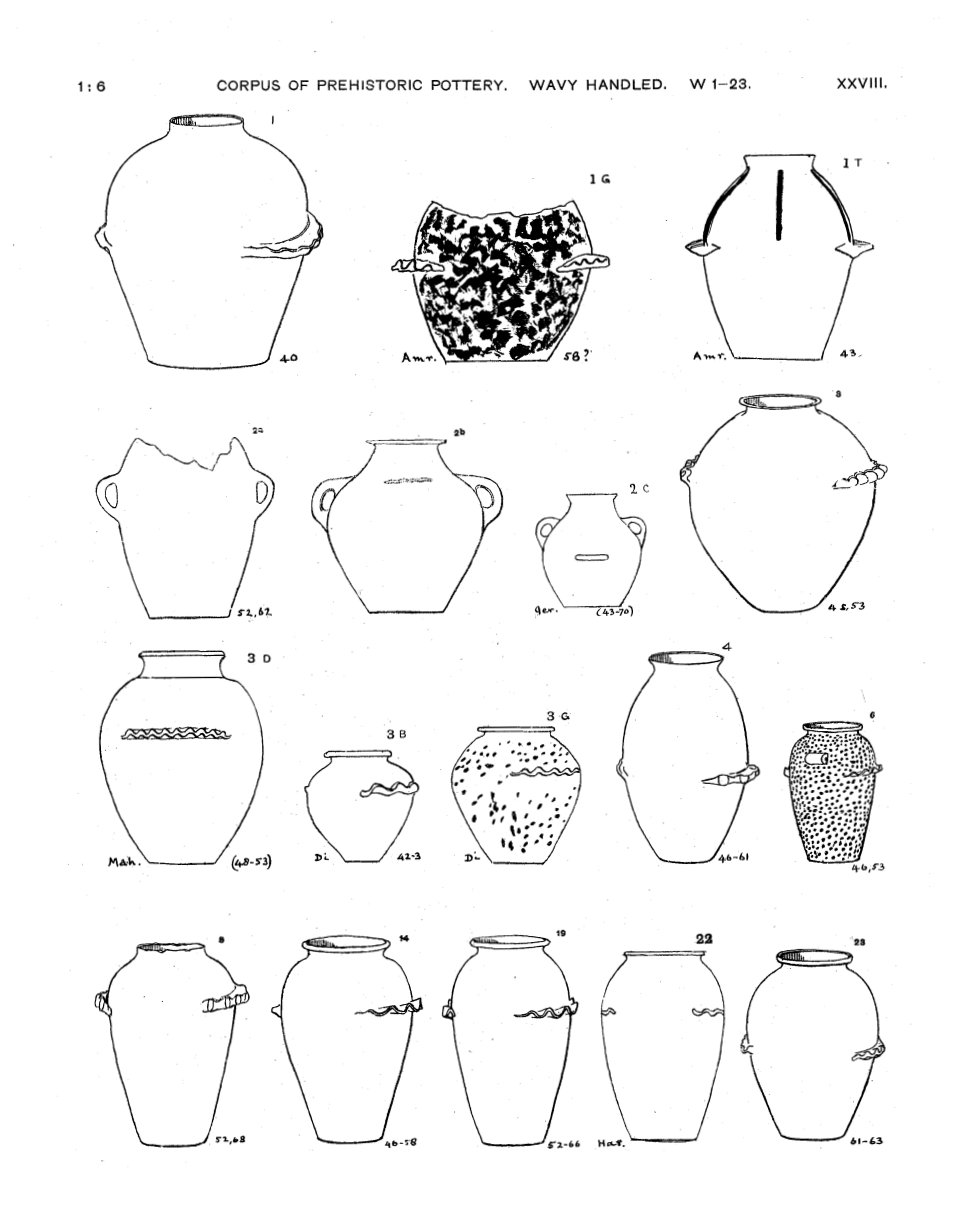
Die Entwicklung geht von runden Gefäßen mit zwei funktionalen Henkeln …
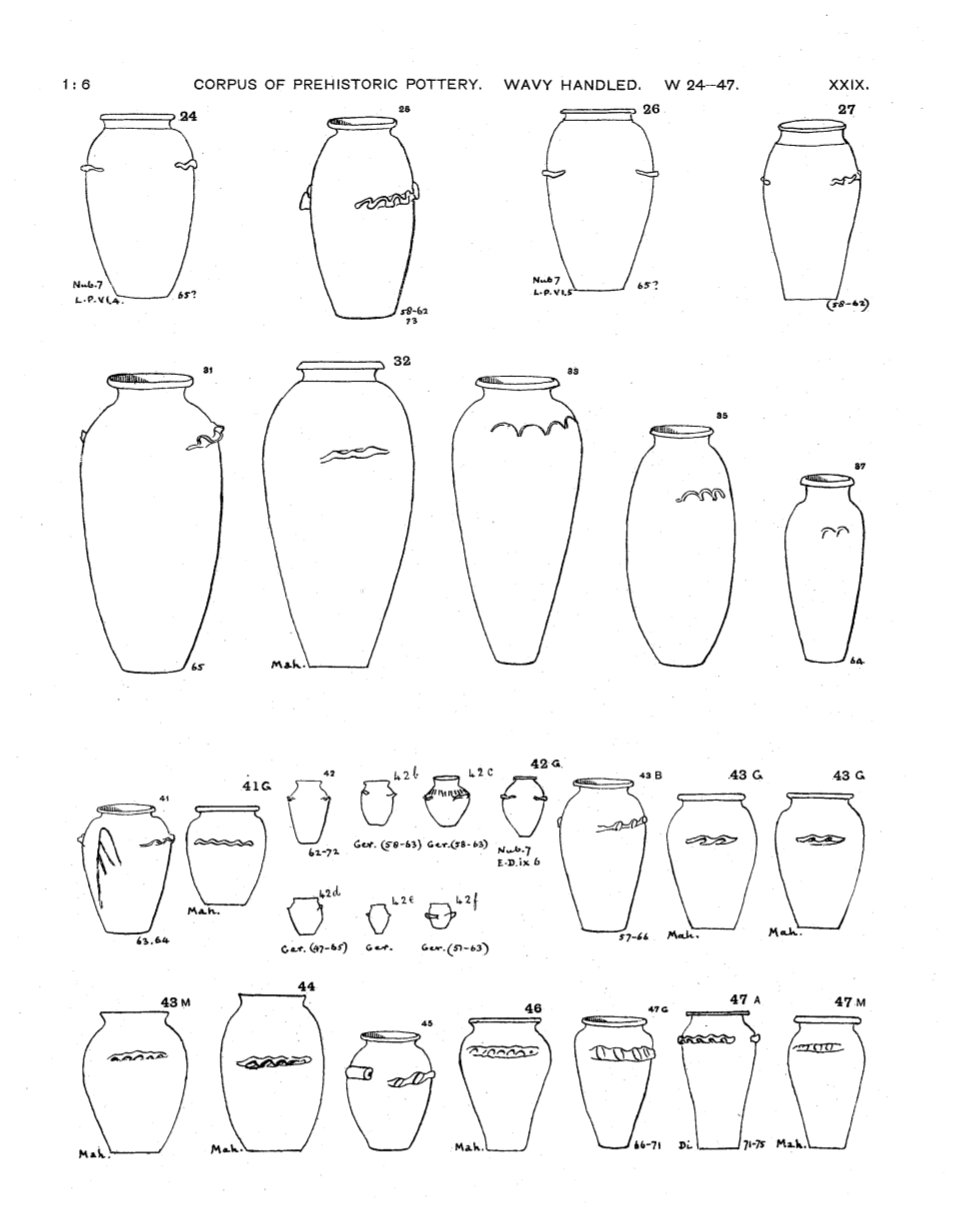
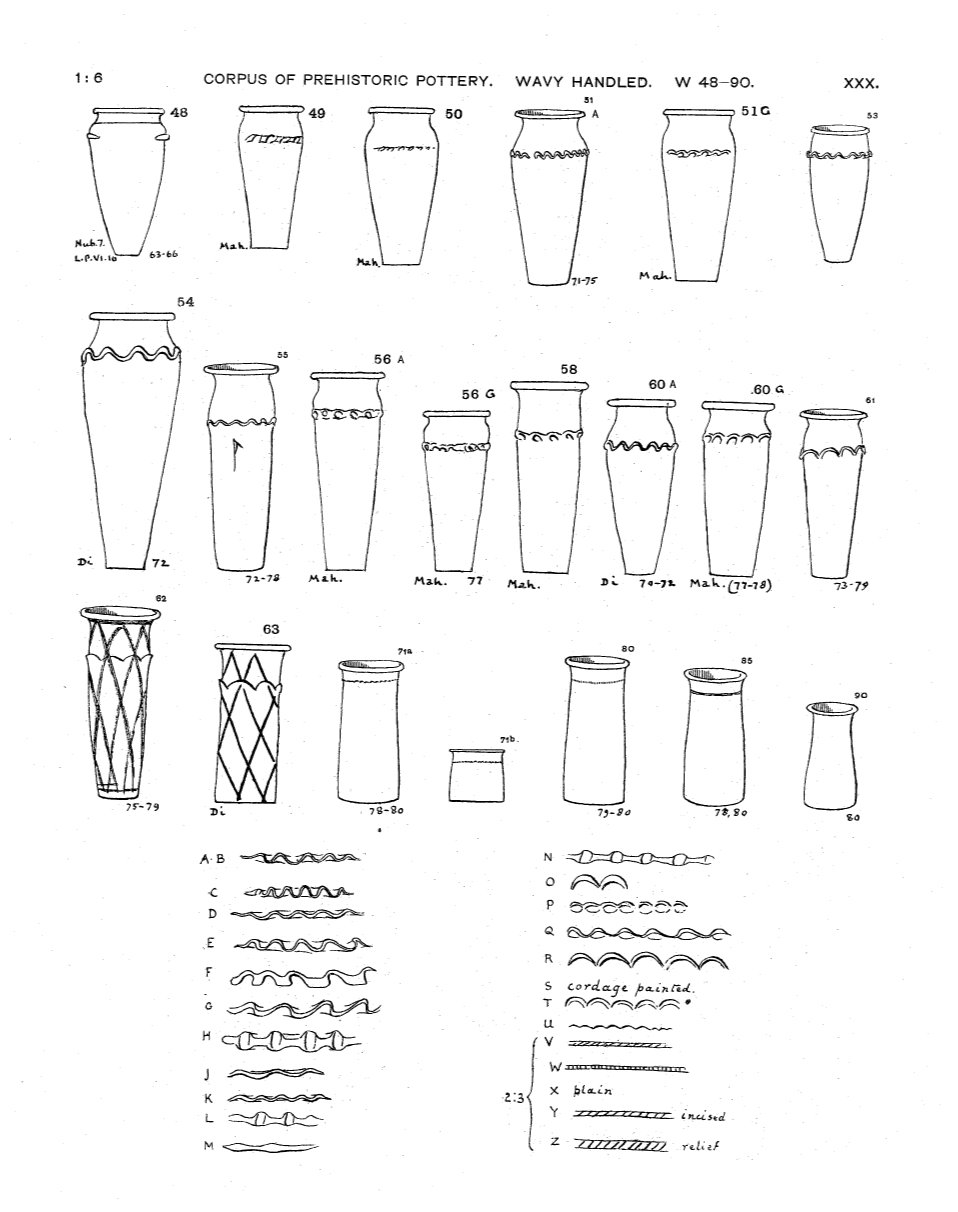
… bis zu zylindrischen Gefäßen mit Dekorationsband.

#### Kaisers Stufen-Chronologie

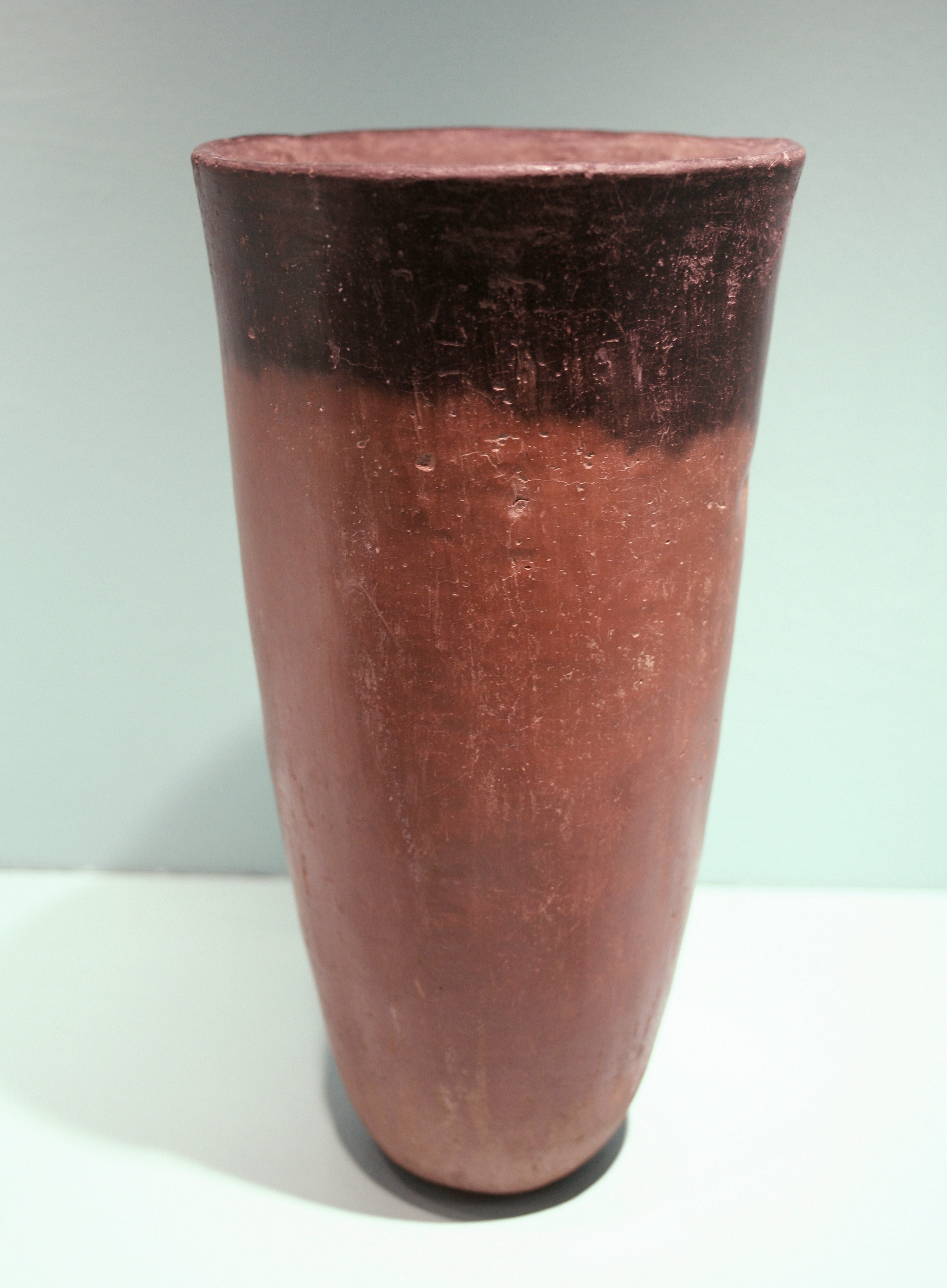
„Black Topped“ Keramik, die in der Naqada-Kultur der Stufe I dominierend war.

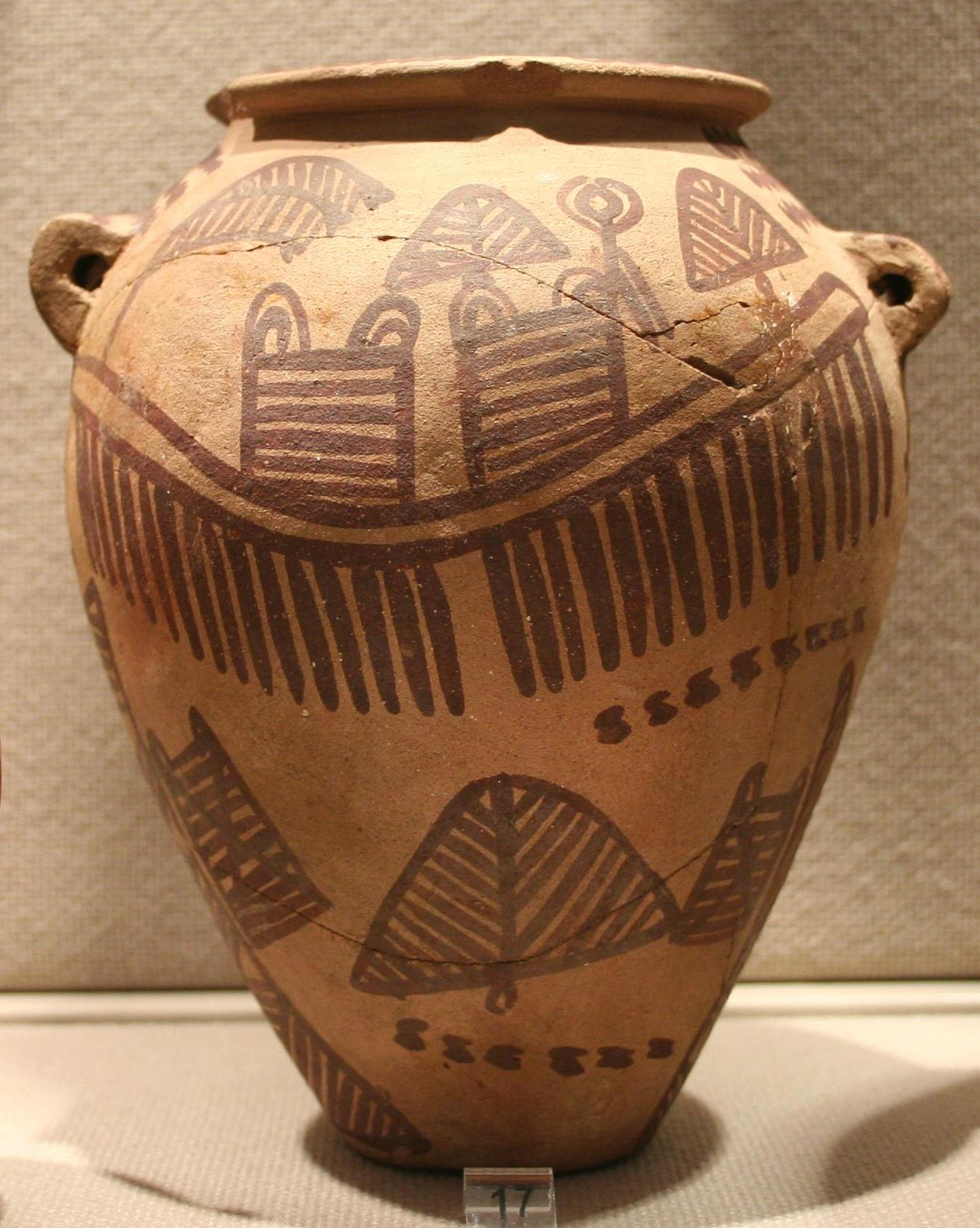
Typische „Decorated“ Keramik der Stufe II.

Der Erste, der die relative Chronologie der prädynastischen Periode neu untersuchte, war Werner Kaiser. Er akzeptierte weitestgehend Petries Typologie. Als Ausgangspunkt diente Kaiser der Friedhof 1400–1500 in Armant. Zusätzlich zog Kaiser auch die horizontale Verteilung der Keramik heran und wenn eine Periode in Armant nicht belegt war auch die Keramik von anderen Friedhöfen. Er unterschied innerhalb des Friedhofs drei räumliche Zonen nach relativer Häufigkeit, von der jede von einer bestimmten Gruppe dominiert wurde: Black-Topped, Rough Wares und Late sowie Wavy Handled Wares. Innerhalb dieser Perioden nahm er Unterteilungen vor, die er Stufen nannte. Insgesamt identifizierte er elf Stufen. Diese stimmen nicht ganz, aber größtenteils mit Petries Einteilung überein.
So ergeben sich nach Kaiser die folgenden Haupt-Stufen:
- Stufe I: In dieser Stufe liegen alle Fundorte in Oberägypten, von den badarischen Regionen bis südlich von Assuan. Die Friedhöfe werden von der „Black Topped“ Keramik[Anmerkung 4] dominiert, die mehr als 50 % der Keramik ausmacht. Die zweitwichtigsten Typen sind „Red-Polished“[Anmerkung 5] und „White Cross Linded“ Keramik.[75]
- Stufe II: Nach der Definition von Werner Kaiser sollte diese Stufe von der „Rough“ Keramik[Anmerkung 6] dominiert sein. Allerdings dominierte in der Stufe IIa immer noch die „Black Topped“ über die „Rough“ Keramik. Mit dem Übergang von der Stufe IIb zur IIc kam es zur Einführung der „Wavy Handled“ Keramik. Zudem kamen einige neue „Decorated“ Typen hinzu.[76]
- Stufe III: In dieser Stufe ist die „Late“ Keramik[Anmerkung 7] über die „Rough“ numerisch vorherrschend. Es gilt aber zu berücksichtigen, dass eine große Zahl der Late-Typen in der Art der Rough-Waren hergestellt wurden. Diese Stufe ist besonders wichtig für die relative Chronologie der Prädynastischen Zeit und der Frühzeit, da sie die letzte Phase der Staatsbildung beinhaltet und teilweise mit der historischen Chronologie der 1. und 2. Dynastie verbunden werden kann.[77]

Auch bei dieser Chronologie ergaben sich einige Probleme:
- Es wurde fast nur ein Friedhof verwendet, was eine regionale Differenzierung verunmöglicht.
- Die Stufen Ia, Ib und IIIb sind eher hypothetisch, speziell die Entwicklung der Wavy-Handled Klasse.
- Kaiser publizierte nur eine gekürzte Fassung als Artikel bei der nur die charakteristischen Typen für jede Stufe abgebildet sind.

#### Stan Hendrickx
Seit Mitte der 1980er-Jahre führte Stan Hendrickx Werner Kaisers Model fort und verbesserte dieses. Er geht nach dem gleichen Prinzip vor, indem er zusammengehörige Gruppen von Gräbern unterscheidet (also die räumliche Verteilung innerhalb eines Friedhofes beachtet) und die Gräber nicht nur anhand ihres Inhaltes unterscheidet. Daraus ergibt sich ein Interessenskonflikt zwischen der Suche nach einer engeren chronologischen Anordnung für alle Keramik-Typen einerseits und der Definition nach räumlich gut definierten Gruppen andererseits. Keines dieser beiden Kriterien kann als über das andere vorherrschend akzeptiert werden.

#### Computer-Seriation
B. J. Kemp nahm eine mehrdimensionale Skalierung der Gräber im Friedhof B in el-Amrah und im Friedhof von el-Mahasna vor. Diese Seriation diente jedoch nicht der Evaluierung von Kaisers Stufen-Chronologie, sondern nur Petries „Sequence Dating“.
T. A. H. Wilkinson führte eine Seriation von 8 Prä- und Frühdynastischen Friedhöfen anhand von 1420 (von insgesamt 1542) Typen aus Petries Korpus durch, die in 141 Gruppen zusammengefasst wurden. Dabei ergaben sich große Probleme mit den neu definierten Gruppen, das sie stark heterogen definiert sind. Beispielsweise wurden die zylindrischen Gefäße mit und ohne eingeschnittenen Dekorationen in die gleiche Gruppe getan, was nach Kaiser ein wichtiger chronologischer Indikator war.

## Datierungen in der Wikipedia
Der erste Versuch einer ägyptischen Chronologie in der frühen Neuzeit stammt wohl von Joseph Scaliger um 1600, der dafür die Angaben des Chronisten Eusebius und den ptolemäischen Kanon verwendete (Thesaurus Temporum und Emendatio Temporum).
Die frühesten Versuche einer Chronologie stammen im 20. Jahrhundert aus dem Jahre 1904 bzw. 1907 von Eduard Meyer, der seinerseits auf Flinders Petrie basiert; eine spätere von R. Weill von 1928 und die letzte umfassende Chronologie von Ludwig Borchardt von 1935.
Erst der Ägyptologe Jürgen von Beckerath hat 1997 mit den MÄS 46 (Münchner Ägyptologische Studien, Band 46) eine Überarbeitung dieser Chronologie vorgenommen, die in internationalen Fachkreisen heute das Standardwerk ist. In einzelnen Epochen gibt es natürlich auch abweichende Daten durch jüngste Forschung oder andere Auslegung der wissenschaftlichen Belege. Ein garantiertes, festes Gerüst gibt es durch fortschreitende Erkenntnisse zwar nicht, jedoch wird die Chronologie durch neuere Studien weiter enger eingegrenzt.
In den Artikeln der deutschsprachigen Wikipedia werden, wenn nicht anders angegeben, von Beckeraths Zeitangaben benutzt. Die haben sich weitestgehend in der neueren wissenschaftlichen Literatur durchgesetzt. Liegen keine Datierungen des vorgenannten Autors vor, kommen Angaben nach Thomas Schneider zum Zug.

### Allgemeiner Überblick
- Jürgen von Beckerath: Chronologie des pharaonischen Ägypten. von Zabern, Mainz 1997, ISBN 3-8053-2310-7.
- Wolfgang Helck: Schwachstellen der Chronologie-Diskussion. In: Göttinger Miszellen Nr. 67, 1983, S. 43–49.
- Erik Hornung, Rolf Krauss, David A. Warburton (Hrsg.): Ancient Egyptian Chronology (= Handbook of Oriental Studies. Section 1: The Near and Middle East. Band 83). Brill, Leiden/ Boston 2006, ISBN 978-90-04-11385-5 (Online).
- Kenneth Anderson Kitchen: The Chronology of Ancient Egypt. In: World Archeology. Band 23, Nr. 2, 1991, S. 201–208; phys.msu.ru (PDF; 965 kB).
- Thomas Schneider: Das Ende der kurzen Chronologie: Eine kritische Bilanz der Debatte zur absoluten Datierung des Mittleren Reiches und der Zweiten Zwischenzeit. In: Ägypten und Levante. Nr. 18, 2008, S. 275–313.
- Thomas Schneider: Lexikon der Pharaonen. Artemis & Winkler, Düsseldorf 1997, ISBN 3-7608-1102-7.
- Thomas Schneider: Ein Puzzle der besonderen Art. In: Spektrum der Wissenschaft – Archäologie, Geschichte, Kultur. Spezial 1.17. Holtzbrinck, 2017, ISSN 0170-2971, S. 38–43 (Teilansicht [abgerufen am 2. Mai 2017]).
- Ian Shaw (Hrsg.): Oxford History of Ancient Egypt. Oxford University Press, Oxford/ New York 2000, ISBN 0-19-815034-2.
- Hana Vymazalová, Miroslav Bárta (Hrsg.): Chronology and archaeology in ancient Egypt: (the third millennium B.C.). Czech Institute of Egyptology - Faculty of Arts - Charles University, Prag 2008, ISBN 978-80-7308-245-1.
- William A. Ward: dating, pharaonic. In: Kathryn A. Bard (Hrsg.): Encyclopedia of the Archaeology of Ancient Egypt. Routledge, London 1999, ISBN 0-415-18589-0, S. 229–32.

### Annalen und antike Historiker
- Georges Daressy: La Pierre de Palerme et la chronologie de l’ancien empire. In: Le Bulletin de l’Institut français d’archéologie orientale. (BIFAO) Band 12, 1916, S. 161–214.
- Alan H. Gardiner: The Royal Canon of Turin. University Press, Oxford 1959 (Nachdruck. Griffith Institute, Warminster 1987, ISBN 0-900416-48-3).
- Wolfgang Helck: Untersuchungen zu Manetho und den ägyptischen Königslisten (= Untersuchungen zur Geschichte und Altertumskunde Aegyptens. Band 18). Akademie-Verlag, Berlin 1956.
- Jaromir Malek: The Original Version of the Royal Canon of Turin. In: Journal of Egyptian Archaeology. Band 68, 1982, S. 93–106.
- Donald B. Redford:  Pharaonic King-Lists, Annals and Day-Books. A Contribution to the Study of the Egyptian Sense of History (= Publications Society for the Study of Egyptian Antiquities Publications. [SSEA] Band 4). Benben Publications, Mississauga 1986, ISBN 978-0-920168-08-0.
- Heinrich Schäfer: Ein Bruchstück altägyptischer Annalen (= Abhandlungen der Königlich Preussischen Akademie der Wissenschaften. Anhang: Abhandlungen nicht zur Akademie gehöriger Gelehrter. Philosophische und historische Abhandlungen. Band 1, 1902, ZDB-ID 221471-4). Verlag der Königlichen Akademie der Wissenschaften, Berlin 1902 (online).
- William Gillian Waddell: Manetho (= The Loeb classical Library. Band 350). Reprint, Harvard University Press, Cambridge (Mass.) 2004, ISBN 0-674-99385-3.
- Toby A. H. Wilkinson: Royal Annals of Ancient Egypt. The Palermo Stone and its associated fragments (= Studies in Egyptology.). Kegan Paul International, London  New York 2000, ISBN 978-0-7103-0667-8.

### Astronomische Datierung
- Rolf Krauss: Sothis- und Monddaten. Studien zur astronomischen und technischen Chronologie Altägyptens (= Hildesheimer ägyptologische Beiträge. Band 20). Gerstenberg, Hildesheim 1985.
- Ulrich Luft: Die chronologische Fixierung des ägyptischen Mittleren Reiches nach dem Tempelarchiv von Illahun (= Sitzungsberichte (Österreichische Akademie der Wissenschaften. Philosophisch-Historische Klasse). Band 598). Verlag der Österreichischen Akademie der Wissenschaften, Wien 1992, ISBN 978-3-7001-1988-3.
- Bradley E. Schaefer: The Heliacal Rise of Sirius and Ancient Egyptian Chronology. In: Journal for the History of Astronomy. (JHA) Band 31, Teil 2, Mai 2000, Nr. 103, S. 149–155, (bibcode:2000JHA....31..149S).
- Rita Gautschy, Michael E. Habicht, Francesco M. Galassi, Daniela Rutica, Frank J. Rühli, Rainer Hannig: A New Astronomically Based Chronological Model for the Egyptian Old Kingdom. In: Journal of Egyptian History. Band 10, Nr. 2, S. 69–118 (booksandjournals.brillonline.com).

### Synchronismen
- Manfred Bietak (Hrsg.): The Synchronisation of Civilisations in the Eastern Mediterranean in the Second Millennium B.C. III: Proceedings of the SCIEM 2000 / 2nd EuroConference, Vienna, 28th of May – 1st of June 2003. Verlag der österreichischen Akademie der Wissenschaften, Wien 2007, ISBN 978-3-7001-3527-2.
- Felix Höflmayer: Die Synchronisierung der minoischen Alt- und Neupalastzeit mit der ägyptischen Chronologie. Dissertation, Universität Wien, 2010 (Online).

### C14-Methode
- Georges Bonani, Herbert Haas, Zahi Hawass, Mark Lehner, Shawki Nakhla, John Nolan, Robert Wenke, Willy Wilfli: Radiocarbon dates of Old and Middle Kingdom monuments in Egypt. In: Radiocarbon. Band 43, Nr. 3, 2001, S. 1297–1320 (PDF).
- Christopher Bronk Ramsey, Andrew J. Shortland: Radiocarbon and the Chronologies of Ancient Egypt. Oxbow Books, Oxford 2013, ISBN 978-1-84217-522-4.
- Hendrik J. Bruins: Dating Pharaonic Egypt. In: Science. Band 328, Nr. 5985, 18. Juni 2010, S. 1489–1490, doi:10.1126/science.1191410.
- Uwe Zerbst: Radiokarbon und historisch-archäologische Datierung für den alten Orient. Neue Entwicklungen. In: Studium Integrale Journal. 12. Jahrgang, Heft 1, Mai 2005, S. 19–26 (Online).
- Michael Dee, David Wengrow, Andrew Shortland, Alice Stevenson, Fiona Brock, Linus Girdland Flink, Christopher Bronk Ramsey: An absolute chronology for early Egypt using radiocarbon dating and Bayesian statistical modelling. In: Proc. R. Soc. A. Band 469, Nr. 2159, 8. November 2013, doi:10.1098/rspa.2013.0395 (royalsocietypublishing.org [PDF]).

### Archäologische Datierung
- David O’Connor: Political Systems and Archeological Data in Egypt: 2600–1780 BC. In: World Archaeology. Band 6, 1974, S. 15–38 (online).
- Fekri A. Hassan: dating techniques, prehistory. In: Kathryn A. Bard (Hrsg.): Encyclopedia of the Archaeology of Ancient Egypt. Routledge, London 1999, ISBN 0-415-18589-0, S. 233–34.
- Stephan Seidlmayer: Wirtschaftliche und gesellschaftliche Entwicklung im Übergang vom alten zum mittleren Reich. In: Jan Assmann, Günter Burkard, Vivian Davies (Hrsg.): Problems and Priorities in Egyptian Archaeology. KPI, London 1987, ISBN 0-7103-0190-1, S. 175–217.